# Aubenas
Pour les articles homonymes, voir Aubenas (homonymie).
Aubenas (/o.b(ə).na/) est une commune française située dans le département de l'Ardèche en région Auvergne-Rhône-Alpes. Elle est chef-lieu de canton et se trouve dans le sud du département.
On trouve dans ses environs de nombreux sites touristiques : les gorges de l'Ardèche avec le Pont d'Arc, la montagne ardéchoise avec le mont Gerbier-de-Jonc et les Cévennes, la cité médiévale de Largentière, les villages de Vogüé, de Balazuc, de Ruoms, d'Antraigues, la station thermale de Vals-les-Bains...
En 1963, la ville a reçu le Prix de l'Europe.

## Géographie

### Localisation
La commune d'Aubenas se situe en Ardèche du Sud à 630 km de Paris, 190 km de Lyon, 200 km de Marseille, 90 km du Puy-en-Velay, 70 km de Valence, 45 km de Montélimar et 30 km de Privas (préfecture de l'Ardèche).
La rivière Ardèche traverse ou borde la commune sur environ 6 km en trois portions distinctes, les communes de Ucel, Saint-Privat et Saint-Didier-sous-Aubenas étant intercalées. Placée sur un éperon rocheux à 310 m d'altitude, qui offre d'admirables points de vue sur la vallée et les montagnes, la ville d'Aubenas depuis son coteau domine la rive droite de l'Ardèche qui coule 110 mètres en contrebas.
Le point bas de la commune se place au niveau du lit de l'Ardèche en aval du lieu-dit, "Sous le Rocher de Ville", à 162 m d'altitude. Le territoire communal au sud-est, marqué par une rangée de vieux toponymes relevant du christianisme antique ou médiéval précoce, de l'amont à l'aval, Saint-Martin, Sainte-Croix, Saint-Pierre et les Onze mille Vierges, franchit la rivière sur une bande de 3 km de l'aval des Rochers de Jastre, au niveau de l'île de Jastre à l'aval dudit "Rocher de Ville". Cette espace ripuaire se place entre les communes de Saint-Didier-sous-Aubenas et Vogüé. Privant la commune de Lavilledieu qui fait face à l'est, d'un accès à la capricieuse rivière, Aubenas annexe en rive gauche deux petits monts en avancée de plateau, de part et d'autre de la dépression de la Combe chaude, la "serre de Vigne" au nord vers 340 m et la "serre de la Tour" au sud vers 315 m d'altitude.
La partie occidentale d'Aubenas qui occupe un plateau allongé dont le rebord à 410 m d'altitude surplombe de 120 m le fond du vallon adjacent sur la commune de Mercuer plus à l'ouest. Le point haut de la commune semble ainsi dépasser 425 m au nord du hameau du Glaizal.
Sa position géographique, entre Massif central et Provence, Lyonnais et Languedoc, offre à cette commune un attrait touristique. Elle est la principale commune de l'Ardèche du sud. Elle est située au croisement de deux anciennes routes, l'une qui lie Le Puy au Rhône par le col de la Chavade, et la seconde, qui relie Privas à Alès par le col de l'Escrinet. Autrefois, elle était au croisement des principaux chemins et routes du Bas-Vivarais, ce qui expliquait son important marché et ses grandes foires.
L'ancienne ville sous le château du XIIIe siècle, restauré au XVIe siècle avant d'être partiellement détruit, était rangée en gradin sur la hauteur, coupée de rues tortueuses et d'esplanades superposées. L'essor industriel au XIXe siècle s'est réservé la plaine en contrebas, au voisinage de la grande route et de la gare, en y implantant fabriques et entrepôts.

### Communes limitrophes
Les communes limitrophes sont Labégude, Lavilledieu, Mercuer, Saint-Didier-sous-Aubenas, Saint-Étienne-de-Fontbellon, Saint-Privat, Ucel et Vogüé.
| Mercuer                     | Labégude Ucel | Saint-Privat              |
| Saint-Étienne-de-Fontbellon | Aubenas       | Saint-Didier-sous-Aubenas |
|                             | Vogüé         | Lavilledieu               |

### Géologie et relief
La rivière Ardèche avant d'atteindre Aubenas délaisse trois collines basaltiques, probablement des dykes, et entre à hauteur d'Aubenas dans l'étage des grès verts à l'est et de la craie caractéristique ou oolithe à l'ouest. Au-dessus de son bassin fluvial, Aubenas se trouve sur une formation jurassique à base d'oolithe et de calcaire à gryphées, commune au secteur des Vans ou de Largentière, et retrouvée à Privas ou La Voulte, très étendue sur le Chassezac. Les terrains houillers des Vans, prolongation du bassin de Bessèges, divergent entre oolithes jurassiques au sud et socle primaire (gneiss, granites, micaschistes, etc.) au nord montrant ses vieux terrains rocheux relevés en bordure du fossé rhodanien.
Le terrain houiller supporte une formation marine triasique composé ab initio de grès gris, souvent intercalée au niveau supérieur de marnes argileuses et de calcaires dolomitiques. Cette formation du Trias a une puissance de 140 mètres au niveau d'Aubenas, mais 340 mètres à Largentière et seulement 80 mètres à Privas. Si la couche houillère ou carbonifère est absente, ici en dehors du bassin houiller de Prades ou d'Aubenas couvrant 60 km carré, les formations triasiques reposent directement partout ailleurs sur le granite porphyroïde et les micaschistes. Sur les diverses routes d'Aubenas à Vals, à Annonay ou à Bourg-Argental, le granite porphyroïde affleure à travers gneiss et schistes micacés.
Le minerai de fer, essentiellement carbonaté ou oxydé, apparaît sur le toit de calcaire dolomitique du troisième étage de la couche du Trias déjà décrite. Au XIXe siècle, les industriels albenassiens exploitaient sur la commune ou ses abords le minerai de fer (fer oxydé), la chaux grasse, ainsi que de la houille ou charbon dessous la couche triasique.

### Hydrographie

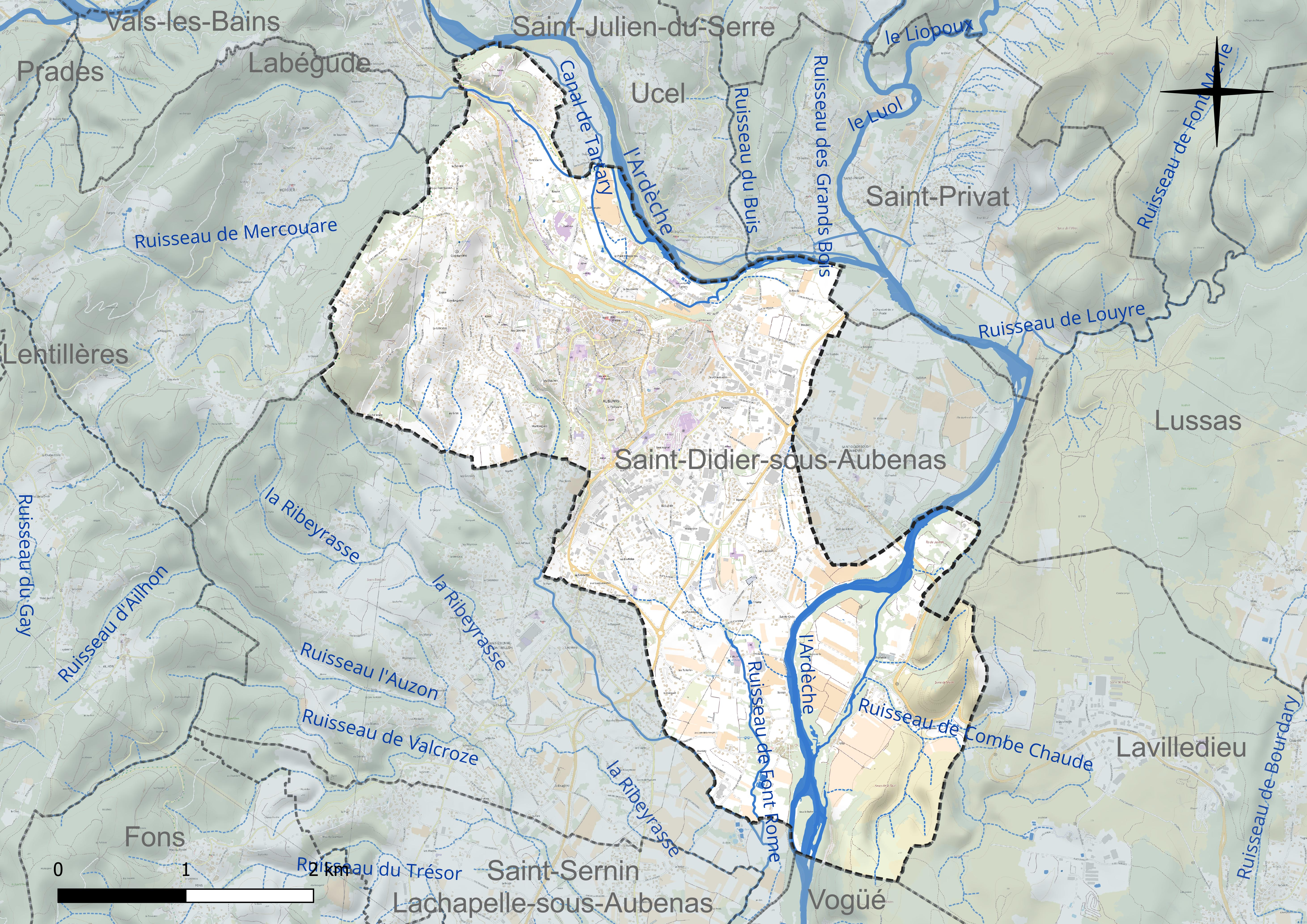
Réseau hydrographique d'Aubenas.

Le territoire communal est longé par l'Ardèche, affluent droit du Rhône de 125,1 km de longueur, qui a donné son nom au département où est implanté la commune.
L'Ardèche montagnarde en amont d'Aubenas est connue pour ses accidents dans les roches d'origines volcaniques : orgues, pavés ou petites chaussées des géants, et souvent cascades dans les basaltes. Elle était pourtant autrefois flottable à bûches perdues de Mayres à Aubenas, sur 32 km. Elle était flottable en trains de bois d'Aubenas à Saint-Martin-d'Ardèche, sur 58 km. En 1868, la partie de la rivière entre le Pont d'Aubenas et le pont d'Arc a été déclassée en 1868 et le flottage officiellement interdit.
En aval du Pont d'Aubenas, à hauteur nord de la commune, l'Ardèche passe sous 200 m d'altitude. Elle serpentait dans les années 1880 entre prairies et champs où les mûriers de culture croissaient en ligne. Au pied de la colline d'Aubenas, la crue d'octobre 1857 affiche 3 000 mètres cubes, ce qui est énorme pour ce petit et raide bassin versant. Mais il semble que la crue d'octobre 1827 était supérieure.

### Climat
Pour des articles plus généraux, voir Climat d'Auvergne-Rhône-Alpes et Climat de l'Ardèche.
En 2010, le climat de la commune est de type climat méditerranéen altéré, selon une étude du CNRS s'appuyant sur une série de données couvrant la période 1971-2000. En 2020, Météo-France publie une typologie des climats de la France métropolitaine dans laquelle la commune est exposée à un climat de montagne ou de marges de montagne et est dans la région climatique Provence, Languedoc-Roussillon, caractérisée par une pluviométrie faible en été, un très bon ensoleillement (2 600 h/an), un été chaud (21,5 °C), un air très sec en été, sec en toutes saisons, des vents forts (fréquence de 40 à 50 % de vents > 5 m/s) et peu de brouillards.
Pour la période 1971-2000, la température annuelle moyenne est de 12,3 °C, avec une amplitude thermique annuelle de 17,3 °C. Le cumul annuel moyen de précipitations est de 939 mm, avec 7,4 jours de précipitations en janvier et 4,6 jours en juillet. Pour la période 1991-2020, la température moyenne annuelle observée sur la station météorologique installée sur la commune est de 13,8 °C et le cumul annuel moyen de précipitations est de 1 061,4 mm,. Pour l'avenir, les paramètres climatiques de la commune estimés pour 2050 selon différents scénarios d'émission de gaz à effet de serre sont consultables sur un site dédié publié par Météo-France en novembre 2022.
| Mois                                  | jan.           | fév.            | mars            | avril         | mai             | juin          | jui.          | août          | sep.          | oct.          | nov.            | déc.           | année     |
| ------------------------------------- | -------------- | --------------- | --------------- | ------------- | --------------- | ------------- | ------------- | ------------- | ------------- | ------------- | --------------- | -------------- | --------- |
| Température minimale moyenne (°C)     | 1              | 1,1             | 3,9             | 6,5           | 10,2            | 13,9          | 16            | 15,6          | 12,2          | 8,9           | 4,6             | 1,6            | 8         |
| Température moyenne (°C)              | 5,6            | 6,4             | 9,9             | 12,6          | 16,6            | 20,7          | 23,2          | 22,9          | 18,6          | 14,2          | 9,3             | 6              | 13,8      |
| Température maximale moyenne (°C)     | 10,2           | 11,7            | 15,9            | 18,8          | 22,9            | 27,4          | 30,4          | 30,1          | 25            | 19,5          | 13,9            | 10,5           | 19,7      |
| Record de froid (°C) date du record   | −14 04.01.1971 | −9,9 10.02.1986 | −12,6 02.03.05  | −3,4 08.04.21 | −0,5 04.05.1979 | 5 07.06.1986  | 8 13.07.1993  | 5 30.08.1986  | 2 21.09.1977  | −3,3 26.10.03 | −8,6 28.11.1985 | −10,7 30.12.05 | −14 1971  |
| Record de chaleur (°C) date du record | 21,2 10.01.15  | 23,8 24.02.20   | 27,4 18.03.1997 | 30,2 24.04.07 | 34,2 21.05.22   | 42,2 27.06.19 | 41,3 22.07.19 | 42,3 13.08.03 | 36,9 16.09.19 | 31,2 09.10.23 | 26 03.11.1970   | 21 17.12.1985  | 42,3 2003 |
| Précipitations (mm)                   | 79,8           | 53,5            | 59              | 77,6          | 87,9            | 64,1          | 58            | 65            | 137,4         | 149,7         | 143,7           | 85,7           | 1 061,4   |

## Urbanisme

### Typologie
Au 1er janvier 2024, Aubenas est catégorisée centre urbain intermédiaire, selon la nouvelle grille communale de densité à 7 niveaux définie par l'Insee en 2022.
Elle appartient à l'unité urbaine d'Aubenas, une agglomération intra-départementale dont elle est ville-centre,. Par ailleurs la commune fait partie de l'aire d'attraction d'Aubenas, dont elle est la commune-centre,. Cette aire, qui regroupe 68 communes, est catégorisée dans les aires de 50 000 à moins de 200 000 habitants,.

### Occupation des sols

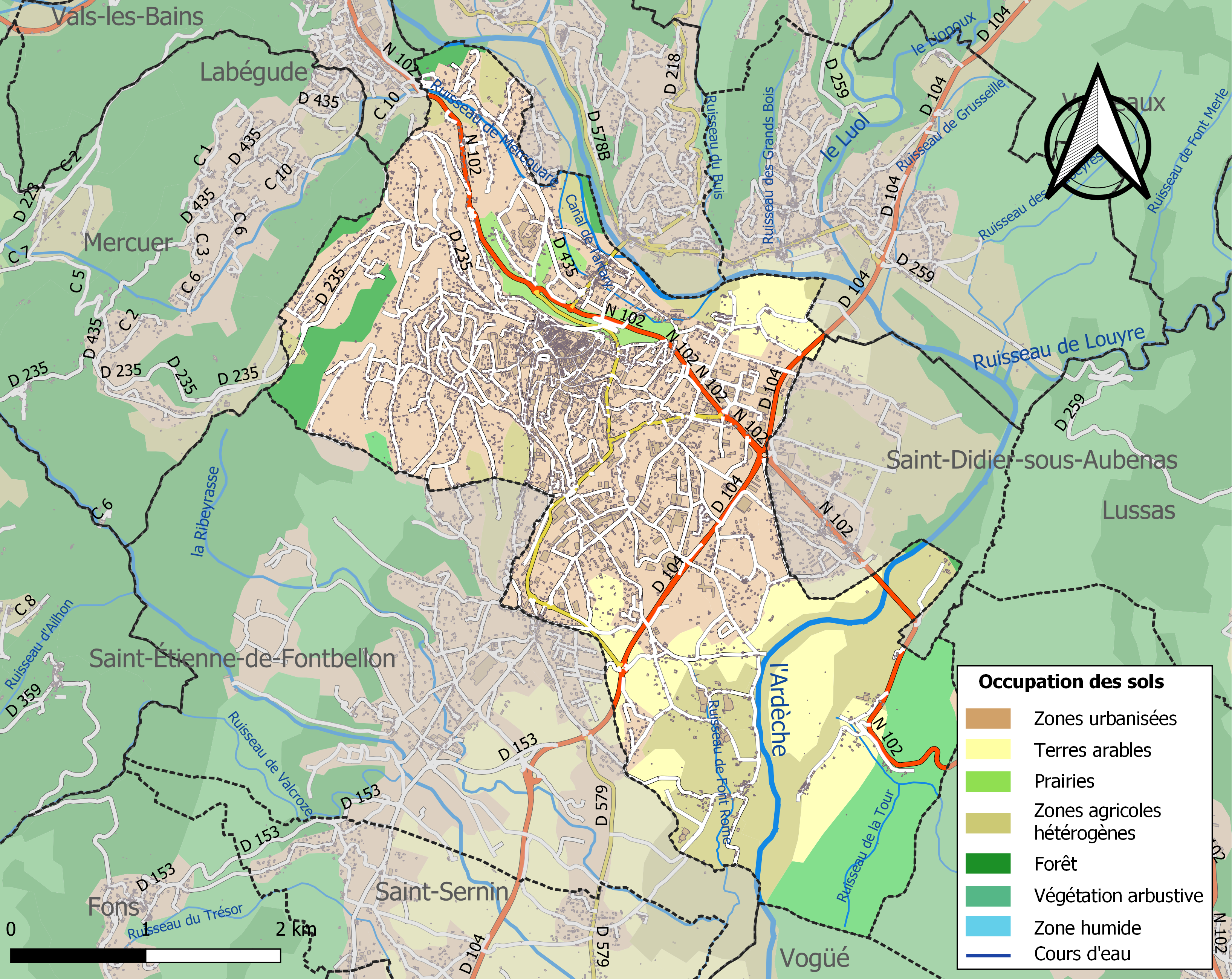
Carte des infrastructures et de l'occupation des sols de la commune en 2018 (CLC).

L'occupation des sols de la commune, telle qu'elle ressort de la base de données européenne d’occupation biophysique des sols Corine Land Cover (CLC), est marquée par l'importance des territoires artificialisés (55,1 % en 2018), en augmentation par rapport à 1990 (39 %). La répartition détaillée en 2018 est la suivante : 
zones urbanisées (40,4 %), zones agricoles hétérogènes (17 %), zones industrielles ou commerciales et réseaux de communication (14,5 %), cultures permanentes (12,7 %), milieux à végétation arbustive et/ou herbacée (9,3 %), forêts (3,3 %), prairies (2,7 %), mines, décharges et chantiers (0,2 %).
L'évolution de l’occupation des sols de la commune et de ses infrastructures peut être observée sur les différentes représentations cartographiques du territoire : la carte de Cassini (XVIIIe siècle), la carte d'état-major (1820-1866) et les cartes ou photos aériennes de l'IGN pour la période actuelle (1950 à aujourd'hui).

### Logement
En 2013, le nombre total de logements dans la commune était de 7 172. Parmi ces logements, 81,5 % étaient des résidences principales, 3,7 % des résidences secondaires et 14,8 % des logements vacants.
La part des ménages propriétaires de leur résidence principale s’élevait à 44,3 %.
En 2019, selon la Fédération nationale de l'immobilier, le nombre de logements passe à 7 654.

### Voies de communication et transports
Depuis le 4 juin 2007, le service de transport « Tout'enbus » de la communauté de communes du Bassin d'Aubenas fonctionne sur les communes d’Aubenas, Fons, Labégude, Lachapelle-sous-Aubenas, Lavilledieu, Saint-Didier-sous-Aubenas, Saint-Etienne-de-Fonbellon, Saint-Privat, Ucel, Vals-les-Bains et Vesseaux. Ce réseau comporte 7 lignes régulières et plusieurs lignes scolaires.
La ville était desservie par le rail entre 1879 et 1969 pour les voyageurs et 1988 pour les marchandises sur la Ligne Vogüé - Lalevade. L'ancienne gare d'Aubenas est fermée, la desserte  est assurée par car venant essentiellement de Valence ou Montélimar. La gare sert encore de billetterie pour la SNCF. Depuis le 1er janvier 2019, ce service a été transféré à la Maison de la Mobilité d'Aubenas.
Entre 1897 et 1932, la ville était reliée à Vals-les-Bains par le tramway d'Aubenas à Vals-les-Bains.
Le projet d’autoroute A79 (La Cévenole) reliant Saint-Exupéry (aéroport de Lyon) à Narbonne en doublant l'A7 et l'A9, officiellement abandonné, devait desservir la ville d'Aubenas en la contournant.

### Risques naturels

#### Risques sismiques
L'ensemble du territoire de la commune d'Aubenas est situé en zone de sismicité no 2 (sur une échelle de 5), comme la plupart des communes situées sur le plateau et la montagne ardéchoise, mais en bordure occidentale de la zone no 3.
| Type de zone | Niveau           | Définitions (bâtiment à risque normal) |
| ------------ | ---------------- | -------------------------------------- |
| Zone 2       | Sismicité faible | accélération = 1,1 m/s2                |

## Toponymie

### Origine du nom
Aubenas tire son nom d'une position en hauteur ou en surplomb : le terme gallo-romain, d'origine celte, "Albenate", signifierait "le lieu d'en haut, ou plus précisément "l'habitat groupé des hauteurs", si on considère une forme plurielle du premier terme racine complété par le suffixe de terminaison "ate" précisant une localité gauloise. La racine générique alb désigne une hauteur, un massif élevé de toute part qui pourrait correspondre ici dans une extension maximale au relief singulier encadré par le ruisseau de l'Auzon, le vallon déprimé de Mercuer à Feugère, incluant des hauteurs qui s'étalent de la côte de Fontbonne au bois du Glaizal, qui surmontent les plaines et premières collines bordant le cours de l'Ardèche à l'est. La forme latine médiévale Albenate, déclinée successivement en Albenatis, Albenacium, Albenacum a laissé pour désigner la ville médiévale l'ancien occitan Albenàs puis l'occitan moderne Aubenàs, respectivement proches de l'ancien français Albenas et du français moderne Aubenas, dont la phonétique est marquée récemment par l'amenuisement du son final s.
Le castrum, à l'origine de la ville médiévale, déjà attestée en 1198 avec la "place du Trau", lieu emblématique de la transaction entre l'évêque de Viviers, le comte de Toulouse, Adhémar de Poitiers, et Bernard d'Anduze, est perché sur un rocher calcaire qui domine la moyenne vallée de l'Ardèche. La contrepartie en est son éloignement de toute sources d'eau et le recours à des citernes ou réservoir collectant l'eau de pluie. La cité fortifiée de hauteur est d'ailleurs longtemps appelée la ville sans eau (vive) jusqu'à l'acheminement au XIXe siècle d'eau, provenant de sources collectées à 14 kilomètres dont le siphon de conduite passe sous la rivière Ardèche pour alimenter cinquante fontaines réparties dans la ville. L'extension urbaine gallo-romaine n'aurait existé qu'aux abords de Saint-Pierre le Vieux, par glissement vers la plaine de l'Ardèche, à l'image des zones denses de l'habitat actuel. Le site de hauteur n'est plus qu'un centre de domaine ou "villa", peut-être requalifié en fundus à vocation administrative au second Empire.
Une autre étymologie couramment admise mais attestée nulle part aux temps anciens propose que la ville d'Aubenas aurait été construite peu après la destruction d'Alba Augusta, capitale des Helviens, et aurait donc été nommée Alba Nascens (Alba (re)naissante), Alba Nascens devenant au fil du temps villa Albanense en 945, puis Albanate palatium en 950 (formes attestées), puis Albena, et enfin Aubenas (un habitant d'Aubenas étant appelé un albenassien),.
Une autre étymologie simpliste propose un anthroponyme : Aubenas viendrait d'Albanus, nom de famille romaine ou gallo-romaine. Notons que l'adjectif du latin classique albus, alba, album, mot signifiant la couleur blanche mat, c'est-à-dire le blanc mat antagoniste du noir "ater", mais aussi pâle ou blême, claire ou limpide, voire favorable (alba stella signifiant la bonne étoile) selon le Gaffiot, est encore une source d'interprétation populaire du toponyme.
Le s final d'Aubenas ne se prononce pas, on prononce abruptement Aubena en français.

### Noms en langues régionales
En vivaro-alpin, dialecte de langue occitane, son nom est Aubenàs en graphie classique de l'occitan, Aubenas - comme en français - en norme mistralienne, Aubenâ en norme bonnaudienne, Aubenaz en norme écrite locale ancienne avec influence du francoprovençal médiéval, Albenas en ancien occitan.

## Histoire

### Moyen Âge
Une date de fondation peut être proposée dès le Ve siècle : la hauteur d'Aubenas est déjà l'objet d'une lutte tenace entre les évêques du Puy et ceux de Viviers pour assurer la construction et la pérennité d'une place forte. Les familles nobles dénommées Allard s'y installent, gelant à leur profit le conflit. Notons que le château fort n'est attesté, selon Hippolyte Monnier, qu'au XIIIe siècle. Il a été fortement réaménagé avant la fin du XVIe siècle.
Quelques siècles plus tard, l'évêque du Puy sort victorieux de ce long conflit né au cours du premier Moyen-âge, en 1084 inféodant cette nouvelle possession au baron de Montlaur. Au milieu du XIe siècle, les Montlaur ou Montlor, féroces héritiers des Ucel et originaire de la montagne ardéchoise, exercent leur domination politique sur le centre-ouest de l'actuel département de l'Ardèche, entre le lac d'Issarlès et la haute vallée de l'Ardèche, cumulant les charges des châteaux dits de(s) « Montlaur ou Montlor » à Coucouron, Mayres, Montpezat.
Cette famille sous l'égide de l'évêché règne de 1084 à 1441 et construit le donjon, le mur d'enceinte et les deux grosses tours rondes du château qui est alors entouré de fossés. Au XIIIe siècle, Pons, Héracle et Pierre de Montlaur concèdent, accordent ou renouvellent des franchises à leur bonne ville. C'est pourquoi, en inventant une vision idyllique de l'histoire locale, on appelle Aubenas « la cité des Montlaur », seigneurs bienveillants à l'origine non seulement de l'essor économique de la ville, mais aussi du développement social et matériel de ses habitants. Leur devise était : « Montlaur, au plus haut ! ». La réalité était plus prosaïque : les bourgeois de la commune portaient les armes, une bonne entente s'imposait pour un profit commun, sinon le Roi de France et ses représentants pouvaient prendre le parti des bourgeois marchands, efficaces à créer des richesses et plus généreux devant l'impôt que la noblesse souvent oisive.
Le baron d'Aubenas et de Montlaur figurent parmi les douze barons du Vivarais qui représentent la noblesse non diocésaine. En réalité, Aubenas, au même titre que Montlaur, figure parmi les treize baronnies primitives du Vivarais, dont les seigneurs représentaient la noblesse aux états particuliers de ce pays du Vivarais, au moins depuis le XIIIe siècle. S'y induisait une représentation commune aux états généraux du Languedoc : le baron d'Aubenas y était de tour tous les treize ans. Les terres du Vivarais, confiées à l'autorité spirituelle de l'évêque de Viviers, dépendent des comtes de Toulouse ou de leurs vassaux du Languedoc. Le second ordre, et seul autre ordre, des états particuliers du Vivarais était composé des représentants des communes, aussi nombreux en principe. Ainsi le premier consul d'Aubenas avait son rang aux états particuliers et son tour aux états généraux du Languedoc.
La lignée seigneuriale directe des Montlaur s'éteint définitivement avec Louis en 1435. Louis n'avait d'hoirs que ses filles. La fille aînée Jeanne, épouse du marquis de Maubec, parvient à récupérer la seigneurie d'Aubenas et la transmet à ses héritiers.

### Époque moderne
Par des héritages successifs, souvent associés aux unions matrimoniales d'héritières, la seigneurie d'Aubenas et ses dépendances, confondues avec la baronnie de Montlaur, passent des Maubec aux Raimond de Modène après 1551, puis aux barons d'Ornano après 1608, et aux Lorraine-Elbeuf-Harcourt après 1655.
Le courtisan Henri-Charles de Lorraine, prince de sang lorrain d'Harcourt dit d'Harcourt-Rieux-d'Ornano, fils d'Anne d'Ornano et François-Louis de Lorraine, perdit avant 1700 sa baronnie de Montlaur, par mégarde, au jeu de lansquenet à la cour de Versailles. Son adversaire de jeu, Melchior de Vogüé, éponge à son profit les dettes de son adversaire. La transaction est ratifiée par Louis XIV finalement aux Vogüé, avec la caution des Grimoard de Beauvoir du Roure, qui y gardaient des droits.

#### Renaissance et début de l'époque moderne
La ville se convertit à la religion réformée ou protestantisme, adhérent à une mouvance luthérienne puis calviniste reconnue par l'édit de janvier 1562. La position stratégique d'Aubenas suscite la convoitise des belligérants des deux camps religieux antagonistes. Les religionnaires passent en 1564 au fil de l'épée la garnison catholique, méprisante et arrogante. En 1584, Montlaur reprend momentanément la ville forte au nom de la Ligue, mais une simple escalade des troupes du calviniste Chambaud libère Aubenas par surprise quelques mois plus tard. Le château change encore trois fois d'occupants avant l'édit de pacification de Nantes en 1598.
Après la troisième guerre de Religion, la ville forte, avec son château dominant et ses remparts flanqués de tours, ne laisse plus les garnisons royales entrer dans ses murs. Le pays montagnard voisin sort dévasté des conflits incessants. Louis XIII soumet les villes et cités protestantes du Languedoc, ainsi la calviniste Aubenas, à l'instar de Privas, perd en 1630 et ses privilèges garantis et la représentation de son consul aux états particuliers et aux états généraux.
Loin des seigneurs en titre, souvent non résidents, diversement fortunés, méprisant ou méconnaissant leurs sujets, se sont aussi installés à Aubenas des hommes d'ordre et d'autorité issu de familles plus modestes ; ainsi les Ytier de Géorand seigneurs du Trabe (du Trau), et les seigneurs de Taulignan et de Barris.
Les fervents catholiques instaurent une censure tridentine, au-delà du contrôle des représentations savantes et de l'art, passant sous silence sans état d'âme n'importe quel massacre de supposés hérétiques ou suspects de culte réformé. Les réformés, craignant l'excès d'autorité régalienne dès le règne de Louis XIII, jouent la discrétion ou l'entre-soi.
Il est possible que Jean-Baptiste d'Ornano, époux de Marie de Maubec-Montlaur, ait pu organiser une répression dissimulée sur les terres de son épouse, mettant légalement en garnison cinq cents de ses soldats corses à Aubenas, Vals-les-Bains et dans les environs. La contrée avec l'aide discrète d'inquisiteur est sans mot dire par ce moyen pacifiée, c'est-à-dire expurgée des fidèles de la religion réformée.

#### La révolte de Roure et la marche vers la Révocation
Le 30 avril 1670, le quartier Saint-Antoine d'Aubenas se soulève, déclenchant une jacquerie ou révolte fiscale dans tout le Bas-Vivarais après une année d'intempéries climatiques entrainant disettes et pauvreté, famine et errance. Anthoine du Roure, dit Jacques, propriétaire terrien catholique et ancien militaire originaire de Lachapelle-sous-Aubenas, en prend la tête, menant et étendant la révolte entre mai et juillet 1670. La répression par les troupes royales, soient les 6000 hommes d'armes du marquis de Castries, provoque un carnage et laisse une contrée exsangue et suppliciée, martyrisée et pillée. Le Roi pardonne le 30 août à la population vivaraise, mais cinq villes fortes du Vivarais, n'ayant point combattu avec ardeur l'insurrection, perdent jusqu'à nouvelle ordre tous leurs droits de représentation par des consuls, voyant détruire leurs murailles, saisir leurs cloches et bouler leurs clochers : Ailhon, Aubenas, Lachapelle-sous-Aubenas, Lavilledieu et Vogüé. Le souverain est sans pitié pour les multiples meneurs jugés instruits qui sont condamnés aux galères. Le chef Antoine du Roure est roué vif sur la place de Montpelier en octobre 1670, et sa tête ensachée, puis transportée et accrochée plusieurs mois à la principale porte de la ville d'Aubenas.
La marche programmée vers la révocation de l'édit de Nantes détruit le fragile équilibre, mais aussi l'indéniable progrès français du XVIIe siècle coupant en deux Grand siècle à partir de 1685. Les logements imposés de troupes et les dragonnades sont un prélude, induisant l'exode hors du Royaume absolutiste des familles les plus industrieuses. S'ensuit la guerre folle des Camisards, fomentée par une jeunesse protestante en fuite éperdue, désespérée et abandonnée, entrainant de terribles répressions des armées du Roi frappant indistinctement les populations catholiques ou les minorités (crypto)protestantes.

#### Siècle des Lumières
La ville d'Aubenas, à l'instar du Vivarais, dépend du parlement de Toulouse, de la généralité de Montpellier et de l'intendance du Languedoc. Dans ces marges vivaraises du Languedoc, les paysans parlent l'occitan dans sa version dialectale bas-vivaroise. Les foires d'Aubenas reprennent timidement un essor au fur et à mesure du siècle : peaux brutes à tanner ou déjà préparées, bois, bétail et fromages de l'amont, vins et fruits des bons pays.
Aubenas reçoit la subdélégation de l'intendance royale de Montpelier, alors que Villeneuve de Berg reste le siège de la sénéchaussée royale en Vivarais. En 1711, Aubenas avait bénéficié, de la part des états généraux du Languedoc, d'une manufacture de draps.
Aubenas est connu pour avoir été un haut lieu de la confection de soie, elle a bénéficié des investissements conduits par les états, notamment avec la Manufacture royale dirigée par la famille Deydier. En effet, la famille Deydier de Sauveroche y implante une manufacture dont la soie fut reconnue par de nombreuses cours occidentales.
Le 5 septembre 1752, le roi "en son conseil" demande la création de la manufacture royale de filage et dévidage de la soie à Aubenas. Cette manufacture royale est équipée de moulins à soie, conçus et améliorés entre 1766 et 1771 par Jacques de Vaucanson (1709-1782) et commandés par les états généraux du Languedoc au nom du Roi.
Henri Deydier appartenait à la famille Deydier de Sauveroche, issue de la Maison Deydier, notamment liée à Louis Deydier de Pierrefeu.
L'implantation de cette manufacture se situe à Ucel, en bordure de la rivière Ardèche, tout près d'Aubenas. Elle est assortie d'une école de formation pour les fileuses et moulineuses, aux nouvelles machines dans le cadre du programme de rénovation de l'industrie de la soie lancé en France par Trudaine. Les travaux commencèrent sur les espaces nécessaires : terrain de la veuve Tailhand au Boisset, moulins du nommé Grandpré, le tout pour 11 000 livres. Le devis qu'avait fait exécuter Vaucanson par un architecte de Paris atteignait 100 000 écus pour la construction.
Sur la porte principale, au-dessous des armes du roi, figuraient les armoiries de la famille Deydier.
Vaucanson vint sur place pour édifier la Manufacture, dont les perfectionnements techniques sont unanimement reconnus.
Le moulinage se détachait particulièrement avec ses deux avant-corps latéraux et son atelier voûté qui inspirera d'autres constructions industrielles. Les plans avaient été dessinés par l'académicien Guillot Aubry. Les bois provenaient de Suède. La clarté, l'aération de salles étaient prévues. Les tours de tirage (filature) réduisaient les déchets. Les moulins, certes couteux, économisaient la force motrice et donnaient une très belle soie.
La manufacture jouissait d'une grande réputation, si bien que le Roi offrit à la famille Deydier de Sauveroche la construction de nouveaux Moulins et du Château d'Ucel.
Les Organsins Deydier (sortes de soie qui s'emploient dans les étoffes de soie), de qualité supérieure, se vendaient à Lyon plus cher que ceux du Piémont. Holker (1756) et Rodier (1758), inspecteurs des manufactures, signalèrent superbement la qualité des mécaniques de Vaucanson ainsi que la valeur de celui-ci et de Deydier. Holker qualifie les machines de Vaucanson de « plus bel ouvrage » qu'il ait jamais vu de sa vie « dans ce genre ».
Rodier déclare : « S'il a fallu un Vaucanson pour mettre (cet établissement) sur pied en présidant en personne aux travaux, s'il fallait un tel génie pour désoler les Piémontais, il fallait aussi un Deydier pour saisir le but de chaque innovation… pour étendre et soutenir chez lui ce nouveau genre de fabrication ».
Vaucanson place dans cet atelier, 25 moulins d'organsinage, autant de moulins de dévidage et 60 tours de tirage : de quoi faire pendant dix ans au moins six milliers d'organsins chaque année. Le bassin d'Aubenas comptait déjà deux autres Manufactures Royales, une de laine et une de coton. Une « condition de soie » y est encore implantée par décret impérial en 1854, pour contrôler les produits utilisés par les industriels.
Le volume des matières traitées situe alors Aubenas parmi les plus grandes places européennes, derrière Lyon et Saint-Étienne mais devant Avignon. Les machines, très performantes, nécessitent un entretien et des réglages minutieux. Il fallait former des techniciens. Les décideurs des États du Languedoc refusèrent d'investir davantage et la belle manufacture périclite, à l'image des industries du Languedoc. Toutefois, Bourceret, élève de Vaucanson apporte, des modifications qui réduisent les coûts de maintenance. Les machines modernes d'aujourd'hui comportent des engrenages créés par le mécanicien Vaucanson.
La « condition des soies » qui fonctionne jusqu'au début du XXe siècle est à l'origine de la Chambre de Commerce et d'Industrie créée en 1869.

#### Derniers feux de l'Ancien Régime
Du fait de son rôle administratif majeur, Aubenas avait droit à une recette particulière des impositions directes, et abritait un hôpital exclusivement réservé aux pauvres, trois gros couvents catholiques (Cordeliers, Dominicains, Bénédictins) et un collège avec un principal et cinq professeurs.
La famille noble des Vogüé possède dans les dernières années de l'Ancien Régime cinq des quinze baronnies du Vivarais : Vogüé, Aubenas, Montlaur, Balazuc et Saint-Agrève. Une partie des armes de ces seigneurs respectés et conservateurs, évitant la sévérité excessive et redoutant les libéralités permissives, d'azur au coq d'or, influencent le blason communal tardif d'Aubenas.
En 1789, la manufacture de draps exportait annuellement 250 balles de draps de haute qualité à destination du Levant. Une fabrique de mouchoirs de coton façon indienne, prospère, n'éclipsait nullement la célèbre manufacture royale de confection de soie. Les greffes manufacturières initiées par les états généraux du Languedoc, à leurs frais, ont porté leurs fruits, la fabrication du papier, l'imprimerie, la tannerie et la brasserie ont ensuite pris le relais dans ce pays, d'affichage catholique longtemps imposé, mais marqué par un ancien attachement calviniste.

### Époque contemporaine
La commune d'Aubenas est fondée en 1790. Le bassin houiller de Prades ou d'Aubenas a déjà commencé depuis quelques décennies à être exploité uniquement pour des usages domestiques.
Sous l'Empire, Aubenas dispose d'une cure catholique et d'un petit séminaire, mais aussi d'un temple protestant. Pourtant, la présence catholique, fortement développée après la contre-réforme tridentine, marque encore plus fortement l'espace urbain austère après la Restauration. Les armes de la ville sont bleues, c'est-à-dire "d'azur, au nom de Jésus, (écrit JESUS) en lettres capitale d'or en chef, avec le nom de Maria (MARIA parfois écrit MA) en pointe, couronné d'une couronne d'or".
Aubenas au pied des montagnes, au point d'intersection de deux routes royales, bien desservie par une route départementale et un réseau intercommunal et vicinal qui s'est étoffé après les lois de 1830, reste un grand marché attrayant où affluent les paysans montagnards de l'Ardèche méridionale et de ses abords. Les marchés du samedi attractifs et fréquentés par une foule paysannes surprennent les visiteurs pour une ville modeste qui manque d'eau vive, les foires du 17 janvier et du 15 septembre, durent trois jours. S'y échangent, en dehors des soies aux transactions importantes lors des foires, les bois et les productions agro-alimentaires de la montagne souvent associées à l'élevage et celles des contrées méditerranéennes, notamment les vins, les fruits et autres grains.
Sous la monarchie de Juillet, la croissance d'Aubenas, à 25 km au sud-ouest du chef-lieu du département Privas, se ralentit fortement, la barre des 5000 habitants n'est franchie qu'au début des années 1840 et la croissance reprend sensiblement vers 1845. Pendant cette période, la foire d'Aubenas perd sa place première de marché de piémont pour l'industrie de la mégisserie, car les peaux d'agneaux sont désormais vendues et façonnées dans la contrée d'Annonay, une ville ardéchoise du nord, également rivale dans le commerce du bois et de la laine, et surtout redoutable dans l'industrie séricicole, papetière et lainière. Mais la fréquentation des eaux thermales de Vals commence à enrichir la ville d'Aubenas à la fin de cette transition.
La ville d'Aubenas s'élève sur une colline au centre d'un pays séricicole, marqué par des vignes en coteaux ou terrasses raides, des champs parfois complantés d'oliviers parfois de mûriers en ligne, des jardins et des prairies, encore environné de pâturage, de bois ou de forêt sur ces hauteurs montagnarde. Un grand champ de Mars ou vaste esplanade sert de lieu de promenades aux familles bourgeoises. Au nord, du côté de la rivière, existe d'étroites esplanades ombragées qui offrent une large vue dégagée sur la rivière, sur les falaises de basalte escarpées à l'amont sur la rive opposée, les étages des montagnes tantôt couvertes de taillis rabougris ou de belles forêts, sur les hauteurs ou cimes souvent dénudées du Coiron. Les ruines, reliques des anciennes fortifications, autrefois imposantes, sont dénommées "Château-Vieux". Le "Château-Neuf", une large bâtisse aux soubassements du XIIIe siècle et reconstruite pour sa plus grande partie au XVIe siècle, toujours flanquées de tours, est le siège de presque tous les services publics ou d'association de métiers : mairie, justice de paix, tribunal de commerce, chambre de commerce, condition des soies, école primaire, collège, gendarmerie. L'église paroissiale s'orne d'un clocher du XVe siècle et d'une grande flèche élancée : dans la sacristie se visite le mausolée en marbre noir du maréchal d'Ornano et de sa femme. L'église du collège, plus discrète, est bel édifice du XVIIe siècle qui a gardé sculptures en bois et peintures d'origine. Le petit séminaire, se réclamant de la même période architecturale, a été fondé et érigé par le cardinal Guibert, évêque de viviers en 1853. Il préserve belles boiseries et médaillons d'époque.
En 1862, l'essor démographique, marchand et industriel de la ville nécessite l'installation urgente d'un aqueduc. Si la population communale s'élève à 8529 habitants, la population agglomérée monte à 5199 habitants, et un important commerce de vins, marrons, truffes et fruits attire en ville de grandes foules de chalands qu'il faut abreuver ou rafraîchir en saison, sans oublier les gens de labeur ou de métier, en particulier les 3000 ouvriers de la soie. Les moqueurs du Vivarais chantaient à tue-tête, accablant le pauvre pays : Aubenas sans eau, Joyeuse sans joie, Largentière sans argent, Les Vans sans vent. Le maire albenassien, Jean Mathron, conscient du problème depuis une décennie, fait appel au petit-neveu du savant naturaliste Buffon, l'ingénieur hydraulicien Benjamin Nadault de Buffon. Le choix d'eau claire pour créer une cinquantaine de bornes fontaines en 1863 se porte sur les sources d'Entraigues, à 18 km d'Aubenas. L'aqueduc souvent enterré traverse le lit de l'Ardèche par un siphon à La Bégude.
Les vignobles d'Aubenas, produisant le plus souvent un vin rouge ordinaire, commence à être détruit par le phylloxéra au tournant des années 1870. Les crus ordinaires d'Aubenas fortement touchés disparaissent et ne retrouvent pas, après l'introduction du greffage sur pied résistant quelques décennies plus tard, leur saveur typique, comme leur niveau de production ou de reconnaissance.  
La gare d'Aubenas, dans la plaine, à proximité de la grand route et de la ville industrielle marquée ses fabriques et entrepôts, se place en 1879 sur le chemin de fer ou réseau de Lyon. Un embranchement de Vogüé à Nieigles-Prades passant par Aubenas et Vals-les-Bains était encore en construction.
L'ancienne ville, dominée par ses ruines de fortifications et son château, est rangée en gradin sur une hauteur marquée par un urbanisme ancien, coupée de rues tortueuses et d'esplanades superposées. Le "plan de l'Airette" permet une jolie promenade, avec vues multiples sur les montagnes environnantes ou la vallée de l'Ardèche. Depuis 1883, on y rencontre la statue d'Olivier de Serres, habitant d'un village de montagne voisin qui est ici reconnu en promoteur de l'élevage du vers à soie et de la fabrication de la soie grège.
Couvrant une superficie de 1432 ha, la commune de 132642 F de revenus annuels accueille 8112 habitants en 1886. Elle est chef-lieu de canton, comprenant 17 communes avec 23007 habitants sur 15266 ha. Les communes du canton sont Ailhon, Aubenas, Fons, Labégude, La Chapelle-sous-Aubenas, Lentillères, Mercuer, Saint-Didier-sous-Aubenas, Saint-Étienne de Boulogne, Saint-Étienne de Fontbellon, Saint-Julien du Serre, Saint-Michel-de-Boulogne, Saint-Privas, Saint-Sernin, Ucel, Vals-les-Bains, Vesseaux. Ce canton possède d'importantes plantations de mûriers, assurant une production de 184,789 tonnes au cours de l'année 1887, soit un peu plus de 12 kg par ha et 33 par once. Les moulins à soie sont très nombreux dans la ville et dans les environs, traitant 125 à 130 mille tonnes par an, soient 8 à 9 millions de francs au début des années 1880. Aubenas, avec sa chambre de commerce et d'industrie, sa "condition des soies" contrôlant l'activité séricicole locale et la production de soie, ses ateliers de sélection de graines de vers à soie et autres teintureries, est le marché régulateur des soies grèges dans le Midi. Cette activité, selon Elisée Reclus, concerne plus de la moitié des soies grèges du monde entier qu'elle reçoit. Elle expédie chaque mois en valeur plus d'un million et demi de marchandises.
Aubenas, en plus d'être sur un bassin houiller extrayant 27700 tonnes en 1885, est le centre d'exploitation des mines de fer, avec une concession de 446 ha qui s'étend sous les communes de Saint-Étienne et de Saint-Didier. Il existe une fonderie de fonte, des ateliers de ferronnerie et une fabrique de quincaillerie. C'est une petite ville industrielle, avec papeteries, tannerie et mégisserie, fabriques de draps et de bougies, sans oublier scierie mécanique, distilleries et fabrique de réglisse. Le marché de la ville, délimitée par l'octroi, est important tous les samedis. Le commerce ardéchois traditionnel de peaux, de bois, de chevaux, de beurre, et en saison, de fruits, de marrons de Lyon, de truffes etc. y est resté important. Ces marchés sont démesurés par rapport aux habitants permanents de a ville ou du canton ; il s'agit d'un lieu drainant les échanges paysans de la montagne, fournissant un débouché traditionnelle jusqu'aux limites de la Haute Loire et de la Lozère, aux productions beurrières et fromagères, aux divers bestiaux sur pied, aux bois de construction etc. Le commerce d'entrepôt et de transit, accru par l'industrie et l'irruption tardive du chemin de fer, est considérable.
La fête patronale est double, à la fois hivernale et de la fin de l'été: le 17 janvier à la saint Antoine et le quinze septembre, "jour du marron" du calendrier révolutionnaire, mais selon les traditions catholiques la saint Albin des vieux croyants rhodaniens, saint Porphyre ou Notre-Dame-des-Douleurs, mater dolorosa tridentine.
La commune possède ou accueille une perception et un service d'enregistrement, un receveur et contrôleur des contributions indirectes, un commissariat de police, deux brigades de gendarmerie avec sa lieutenance, un tribunal et un juge de paix, des huissiers et notaires, un agent voyer et un ingénieur ordinaire des Ponts et Chaussées, une inspection des eaux et forêts qui prend en charge 5183 ha de bois et commande deux gardes généraux, respectivement couvrant 3558 ha et 1645 ha à partir des maisons forestières de Borne et de Chanchemin. De belles pépinières de reboisement ou de plantation pour le domaine forestier, par exemple de hêtre, de sapin, de chêne ou de chêne vert etc. ont été crées par l'état à Aubenas.
Dotée d'une inspection primaire, la ville abrite deux écoles supérieures primaires, parfois nommées de façon uniforme "collège communal" : une pour les filles, une pour les garçons. Il y a encore cinq écoles primaires publiques, et surtout neuf écoles privées, ce qui fait d'Aubenas un centre urbain d'éducation. Celles-ci sont supervisées ou dirigées par les dames du saint Sacrement, les sœurs de saint Joseph, les sœurs de saint Régis dont il s'agit de la maison mère à Aubenas, les frères Maristes, les frères de la Doctrine chrétienne, les sœurs de saint François d'Assise et les dames auxiliatrices. Il y a aussi un hospice ou hôpital modeste et un orphelinat de la Providence qui s'occupe de 52 orphelines en 1886, sans oublier un bureau de bienfaisance.

### Seconde Guerre mondiale
Durant la Seconde Guerre mondiale, dans la nuit du 31 décembre 1940 au 1er janvier 1941, Paul Reynaud fut transféré de Pellevoisin à Aubenas, en détention. Il faisait partie de ceux que le maréchal Pétain jugeait responsables de la défaite de 1940. Il est transféré dès le 13 janvier à Vals-les-Bains.

## Politique et administration

### Tendances politiques et résultats

#### Récapitulatif de résultats électoraux récents
| Municipales 2014    |  | DVD  | 60,03 |  | DVG  | 24,23 |  | FG   | 15,73 | Pas de 4e | Pas de 4e | Pas de 4e | Pas de 2e tour | Pas de 2e tour | Pas de 2e tour | Pas de 2e tour | Pas de 2e tour | Pas de 2e tour | Pas de 2e tour | Pas de 2e tour | Pas de 2e tour |
| Européennes 2014    |  | FN   | 24,42 |  | UMP  | 22,77 |  | UG   | 12,80 |           | VEC       | 10,23     | Tour unique    | Tour unique    | Tour unique    | Tour unique    | Tour unique    | Tour unique    | Tour unique    | Tour unique    | Tour unique    |
| Régionales 2015     |  | UD   | 35,29 |  | FN   | 24,25 |  | UG   | 23,03 |           | COM       | 6,20      |                | UD             | 41,85          |                | UG             | 37,41          |                | FN             | 20,73          |
| Présidentielle 2017 |  | LFI  | 23,04 |  | EM   | 21,79 |  | LR   | 21,11 |           | FN        | 20,24     |                | EM             | 67,34          |                | FN             | 32,66          | Pas de 3e      | Pas de 3e      | Pas de 3e      |
| Législatives 2017   |  | EM   | 26,48 |  | LR   | 23,60 |  | SOC  | 15,98 |           | LFI       | 11,93     |                | LR             | 56,79          |                | EM             | 43,21          | Pas de 3e      | Pas de 3e      | Pas de 3e      |
| Européennes 2019    |  | LREM | 22,90 |  | RN   | 21,38 |  | EELV | 13,81 |           | UDI       | 10,88     | Tour unique    | Tour unique    | Tour unique    | Tour unique    | Tour unique    | Tour unique    | Tour unique    | Tour unique    | Tour unique    |
| Municipales 2020    |  | DVD  | 34,08 |  | DVC  | 16,07 |  | DVG  | 15,81 |           | EELV      | 13,10     |                | DVD            | 42,35          |                | DVG            | 27,89          |                | DVC            | 20,22          |
| Présidentielle 2022 |  | LFI  | 26,65 |  | LREM | 23,91 |  | RN   | 21,10 |           | RES       | 7,62      |                | LREM           | 58,11          |                | RN             | 41,89          | Pas de 3e      | Pas de 3e      | Pas de 3e      |
| Législatives 2022   |  | LR   | 29,71 |  | NUP  | 26,21 |  | ENS  | 14,21 |           | RN        | 12,69     |                | LR             | 58,20          |                | NUP            | 41,80          | Pas de 3e      | Pas de 3e      | Pas de 3e      |

### Liste des maires
| Période                                  | Période                      | Identité             | Étiquette          | Qualité |
| ---------------------------------------- | ---------------------------- | -------------------- | ------------------ | --- |
| Les données manquantes sont à compléter. |                              |                      |                    | |
| août 1944                                | octobre 1947                 | Henri Constant       | Radical-socialiste | Agriculteur |
| octobre 1947                             | 28 mars 1965                 | Marcel Molle         | MRP                | Notaire Sénateur (1946-1958 puis 1959-1971) |
| 28 mars 1965                             | 27 mars 1971                 | Pierre Charnay       | DVD                | Chirurgien |
| 27 mars 1971                             | 7 mars 1973 (démission)      | Jean Moulin          | CDP                | Vétérinaire Député de 1962 à 1968 |
| 11 mars 1973                             | 26 juin 1995                 | Bernard Hugo         | CDS puis RPR       | Proviseur de lycée Sénateur de 1980 à 1998 Conseiller général |
| 26 juin 1995                             | 23 avril 2000                | Stéphane Alaize      | PS                 | Professeur conseiller général de 1994 à 2001 Député de 1997 à 2002 La démission de conseillers municipaux de sa majorité entraîne des élections partielles les 9 et 16 avril 2000 |
| 23 avril 2000                            | 17 juillet 2006 (démission)  | Jeanne Chaussabel    | RPR puis UMP       | Chef d'entreprise |
| 17 juillet 2006                          | 19 mai 2018 (démission)      | Jean-Pierre Constant | UMP puis LR        | Agriculteur Conseiller général puis départemental |
| 28 mai 2018                              | En cours (au 8 juillet 2020) | Jean-Yves Meyer      | UDI                | Dermatologue, conseiller départemental depuis 2021 |

### Intercommunalité
La Ville d'Aubenas fait aujourd'hui partie de la communauté de communes du Bassin d'Aubenas.

### Jumelages
- Cesenatico (Italie)
- Delfzijl (Pays-Bas)
- Schwarzenbek (Allemagne) depuis 1955
- Sierre (Suisse)
- Zelzate (Belgique)
- Palamós (Espagne) - (pacte d'amitié)

## Population et société

### Démographie
L'aire urbaine d'Aubenas avec ses 57 805 habitants est l'agglomération la plus peuplée de l'Ardèche (information Insee) en 2010.
Elle est classée 161e sur 356 des aires urbaines françaises.
Le pôle urbain d'Aubenas compte 28 135 habitants (2013) .

#### Évolution démographique
L'évolution du nombre d'habitants est connue à travers les recensements de la population effectués dans la commune depuis 1793. Pour les communes de plus de 10 000 habitants les recensements ont lieu chaque année à la suite d'une enquête par sondage auprès d'un échantillon d'adresses représentant 8 % de leurs logements, contrairement aux autres communes qui ont un recensement réel tous les cinq ans,.

En 2022, la commune comptait 12 488 habitants, en évolution de +2,45 % par rapport à 2016 (Ardèche : +2,48 %, France hors Mayotte : +2,11 %).
| 1793  | 1800  | 1806  | 1821  | 1831  | 1836  | 1841  | 1846  | 1851  |
| ----- | ----- | ----- | ----- | ----- | ----- | ----- | ----- | ----- |
| 2 796 | 3 315 | 3 543 | 3 912 | 4 759 | 4 865 | 4 889 | 6 776 | 7 410 |

| 1856  | 1861  | 1866  | 1872  | 1876  | 1881  | 1886  | 1891  | 1896  |
| ----- | ----- | ----- | ----- | ----- | ----- | ----- | ----- | ----- |
| 8 010 | 8 529 | 7 694 | 7 431 | 7 781 | 8 260 | 8 112 | 7 824 | 8 224 |

| 1901  | 1906  | 1911  | 1921  | 1926  | 1931  | 1936  | 1946  | 1954  |
| ----- | ----- | ----- | ----- | ----- | ----- | ----- | ----- | ----- |
| 8 362 | 7 064 | 7 206 | 6 682 | 7 378 | 7 525 | 8 020 | 8 195 | 8 655 |

| 1962  | 1968   | 1975   | 1982   | 1990   | 1999   | 2006   | 2011   | 2016   |
| ----- | ------ | ------ | ------ | ------ | ------ | ------ | ------ | ------ |
| 9 235 | 10 763 | 12 050 | 11 543 | 11 105 | 11 018 | 11 773 | 11 586 | 12 189 |

| 2021   | 2022   | - | - | - | - | - | - | - |
| ------ | ------ | - | - | - | - | - | - | - |
| 12 360 | 12 488 | - | - | - | - | - | - | - |

#### Pyramide des âges
En 2021, le taux de personnes d'un âge inférieur à 30 ans s'élève à 30,7 %, soit au-dessus de la moyenne départementale (29,7 %). À l'inverse, le taux de personnes d'âge supérieur à 60 ans est de 36,0 % la même année, alors qu'il est de 32,8 % au niveau départemental.
En 2021, la commune comptait 5 716 hommes pour 6 644 femmes, soit un taux de 53,75 % de femmes, légèrement supérieur au taux départemental (51,22 %).
Les pyramides des âges de la commune et du département s'établissent comme suit :
| Hommes | Classe d’âge | Femmes |
| ------ | ------------ | ------ |
| 1,4    | 90 ou +      | 4,9    |
| 10,6   | 75-89 ans    | 15,1   |
| 18,8   | 60-74 ans    | 20,4   |
| 18,5   | 45-59 ans    | 18,0   |
| 16,7   | 30-44 ans    | 13,8   |
| 19,1   | 15-29 ans    | 15,7   |
| 15,0   | 0-14 ans     | 12,1   |

| Hommes | Classe d’âge | Femmes |
| ------ | ------------ | ------ |
| 1      | 90 ou +      | 2,5    |
| 9      | 75-89 ans    | 11,4   |
| 20,8   | 60-74 ans    | 21,1   |
| 21,2   | 45-59 ans    | 20,3   |
| 16,9   | 30-44 ans    | 16,5   |
| 14,2   | 15-29 ans    | 12,6   |
| 17     | 0-14 ans     | 15,6   |

### Manifestations culturelles et festivités
- Les Rencontres des cinémas d'Europe d'Aubenas, festival de cinéma qui accueille chaque année des metteurs en scène et acteurs européens, et qui se déroule traditionnellement la 3e semaine du mois de novembre.
- Le Premier Carrefour du 9e art et de l'image (du 14 au 17 juin 2007), festival de Bande dessinée dont le directeur artistique est Claude Moliterni.

### Sports et loisirs
En rugby, le Rugby Club Aubenas Vals, qui est partagé avec la commune voisine de Vals-les-Bains, dispute la Nationale lors de la saison 2020-2021.

### Médias
La commune est située dans la zone de distribution de deux organes de la presse écrite :
- L'Hebdo de l'Ardèche

Il s'agit d'un journal hebdomadaire français basé à Valence et diffusé à Privas depuis 1999. Il couvre l'actualité de tout le département de l'Ardèche.
- Le Dauphiné libéré

Il s'agit d'un journal quotidien de la presse écrite française régionale distribué dans la plupart des départements de l'ancienne région Rhône-Alpes, notamment l'Ardèche. La commune est située dans la zone d'édition d'Aubenas - Privas - Vallée du Rhône.

### Cultes
La communauté catholique et l'église d'Aubenas (propriété de la commune) sont rattachées à la paroisse de Saint Benoît d’Aubenas. La maison paroissiale, située à Aubenas est, quant à elle, rattachée au diocèse de Viviers.

## Économie

### Généralités
Aubenas est le siège de la Chambre de commerce et d'industrie Ardèche Méridionale. Elle gère le CFA et un centre de formation continue.
Aubenas est une ville  qui vit aujourd'hui du commerce, du tourisme et des entreprises agroalimentaires fabriquant des marrons glacés et en conserve, de la charcuterie, des fromages. De plus, la commune est proche de Lanas. Cette dernière possède un aérodrome : il s'agit de l'aérodrome d'Aubenas Ardèche méridionale.
La ville a accueilli l'arrivée de la 19e étape du Tour de France 2009 le 24 juillet, remportée par Mark Cavendish la veille de l'ascension du mont Ventoux, ainsi qu'un sprint intermédiaire remporté par Peter Sagan dans la 15e étape du Tour de France 2015, le 19 juillet.

### Revenus de la population et fiscalité
Le revenu médian de la ville se chiffre à 16 380 € par an, un total moins élevé (-20,79 %) que le revenu médian français (19 785 €).
La commune affiche un taux de pauvreté de 21,9 %, nettement plus important que celui de la France (13,9 %) et avec 54,7 % de foyers fiscaux non imposables.

### Emploi
Le taux de chômage à Aubenas est passé de 10 % avant le début de la crise économique à 14 % aujourd'hui.

### Grandes entreprises
Aubenas abrite le siège de 14 grandes entreprises (réalisant plus de 10 M€ de chiffre d'affaires).

### Équipement

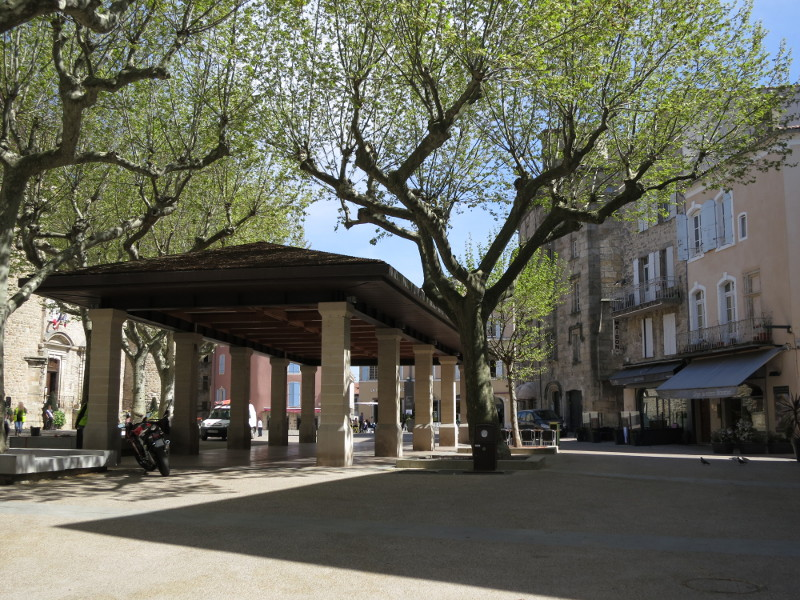
La place de l'Hôtel de Ville.

La place de l'Hôtel-de-Ville située au cœur de la ville est desservie par un dédale de rues pavées. Cette place occupe le point le plus élevé de la ville. Elle donne sur le château féodal qui domine la vallée de l'Ardèche.
La commune d'Aubenas en quelques chiffres :
1 médiathèque, 2 stades, 2 gymnases, 1 centre multi-sports, 1 base nautique, 1 centre aquatique couvert ;
scolaire (secteurs public et privé confondus) : 8 écoles maternelles, 8 écoles élémentaires, 4 collèges, 5 lycées, 1 CFA.

## Culture locale et patrimoine
La ville d'Aubenas a conservé de nombreux vestiges architecturaux, témoins de son passé chargé d'histoire.
Huit des monuments de la ville sont classés ou inscrits monuments historiques.

### Lieux et monuments

#### Patrimoine religieux
- L'église Saint-Laurent a subi de nombreuses transformations au cours des différentes périodes de l'histoire : chaire du XVIIe siècle, boiseries, façades, chœur baroque avec trois retables du XVIIIe siècle. Il subsiste toutefois dans son intégralité, la chapelle des Martyrs, édifiée au XVe siècle. D'autres vestiges architecturaux peuvent être visités. L'édifice a été inscrit au titre des monuments historiques en 1977[66].
- Chapelle Saint-Benoît d'Aubenas. L'édifice a été classé au titre des monuments historiques en 1944[67].
- L'église Saint-Jean-Baptiste, dans le quartier de Pont d'Aubenas.
- La chapelle Notre-Dame-des-Oliviers, située dans le quartier des « Oliviers » a été ouverte au culte en 1974. Elle est une annexe de l'église paroissiale Saint-Laurent.
- Chapelle de la résidence Saint-Joseph de Montargues.
- Chapelle de l'ensemble scolaire Saint-François-d'Assise d'Aubenas.
- Chapelle du petit séminaire d'Aubenas.
- Chapelle Saint-Pierre de Saint-Pierre.

Ces deux lieux de culte sont rattachés à la paroisse catholique Saint-Benoit d'Aubenas.
- La chapelle des Cordeliers, attenante à un couvent de moines, aujourd'hui détruit. Elle renferme des ornementations et tableaux du XVIIe siècle, à découvrir en écoutant l'histoire des moines de Saint-Antoine.
- Le temple protestant, situé allée de la Guinguette. Inauguré en juin 1890, c'est une petite construction de style néo-gothique.

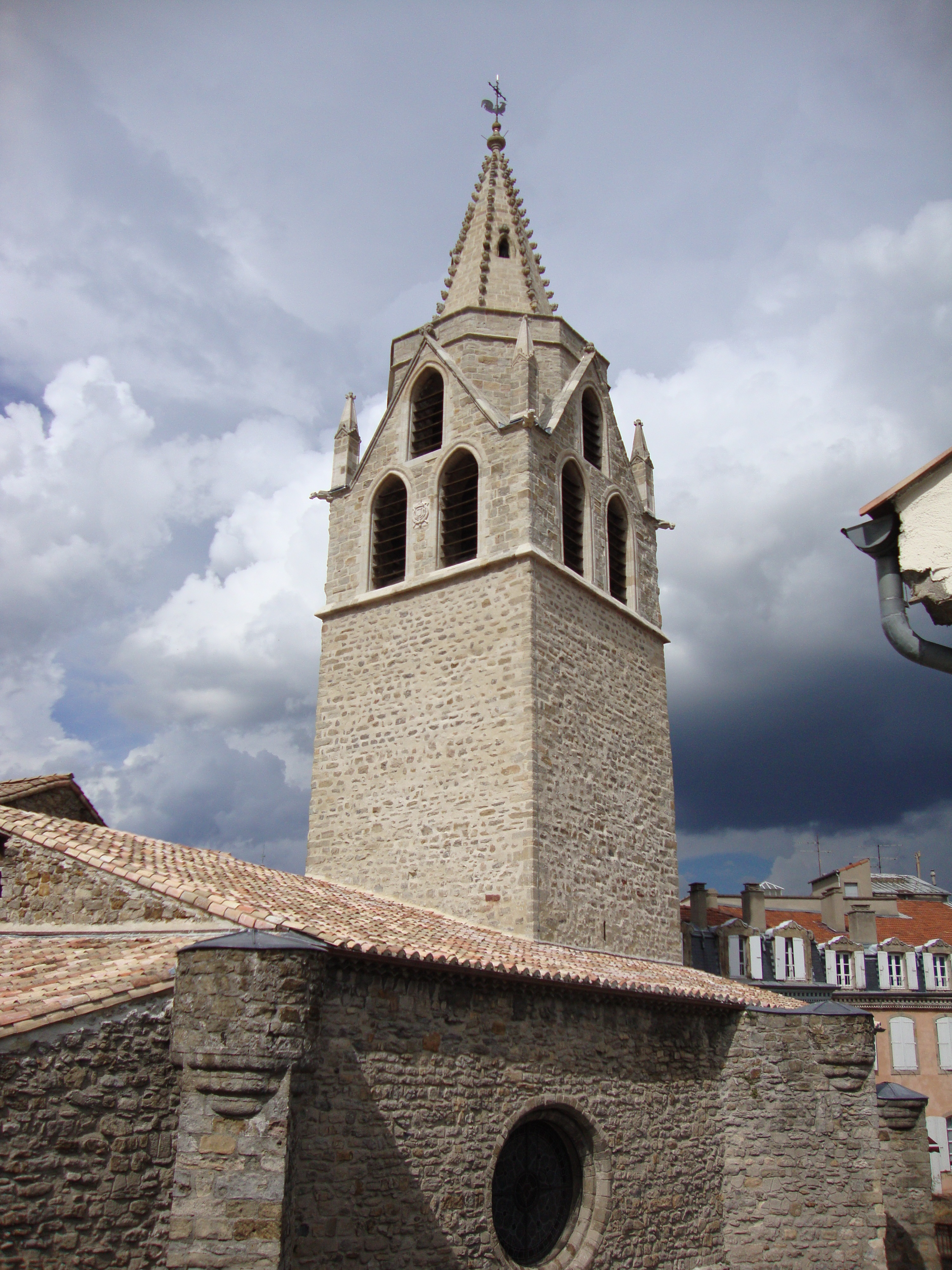
L'église Saint-Laurent, la tour.
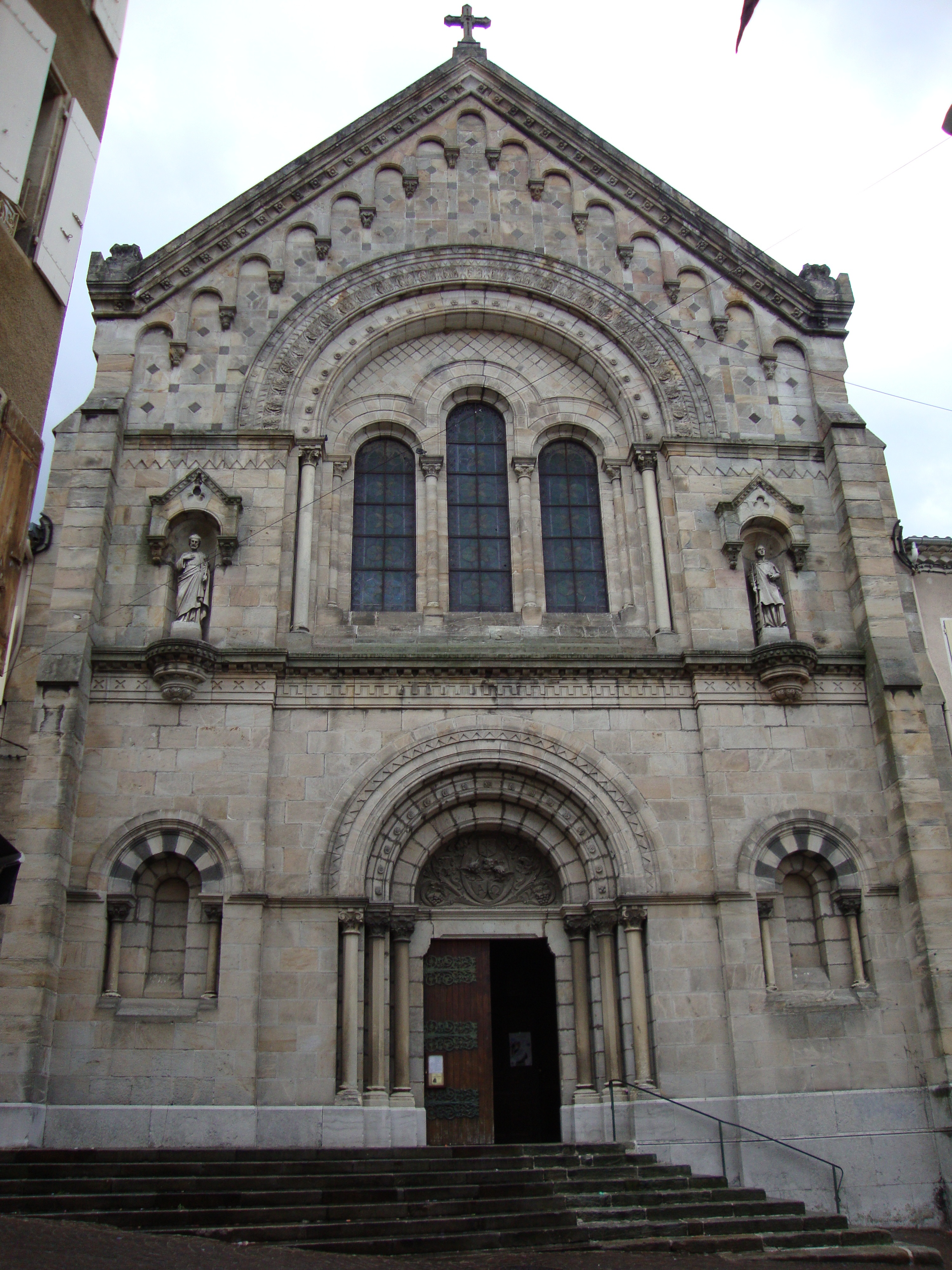
L'église Saint-Laurent, façade.
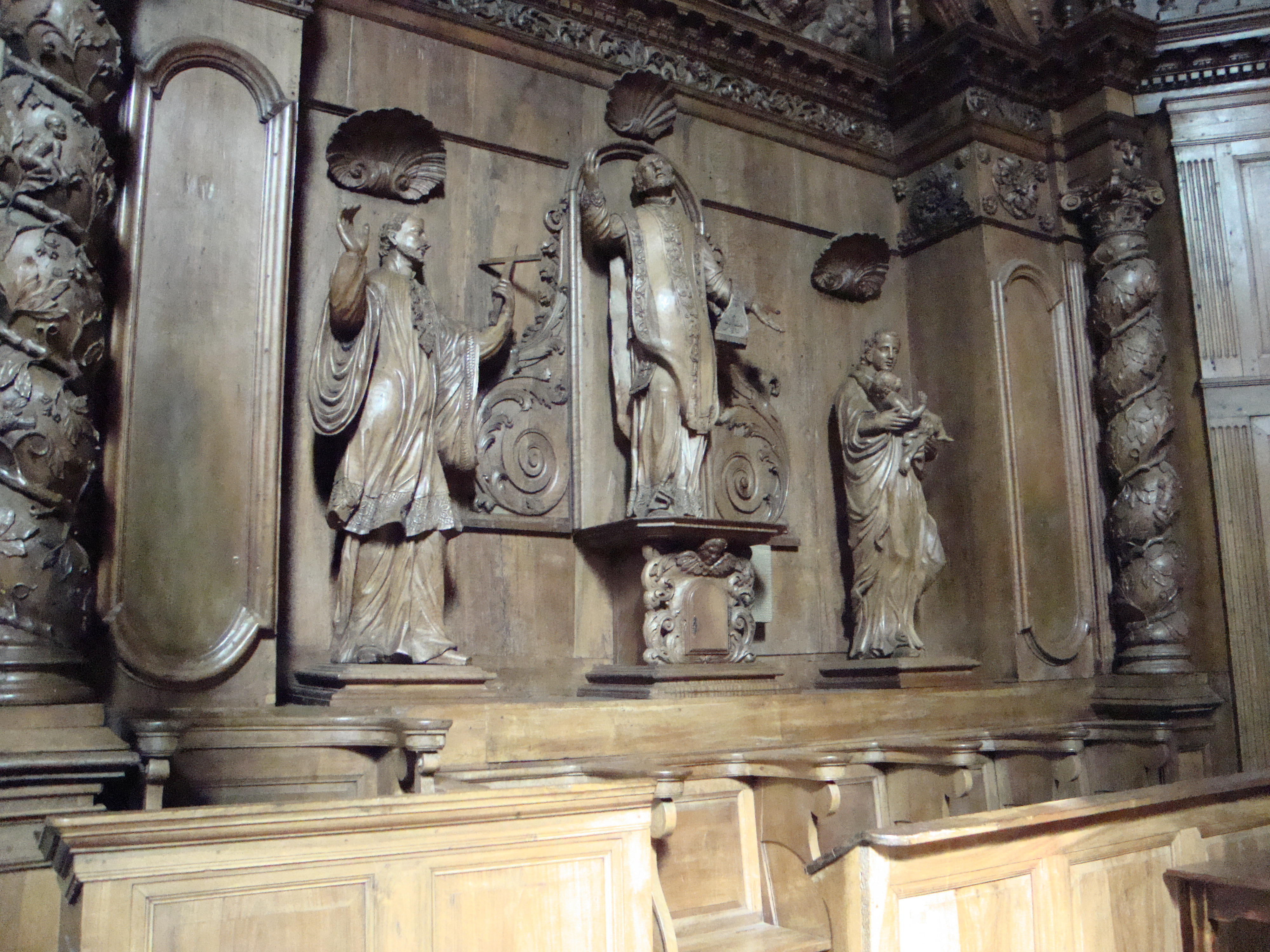
L'église Saint-Laurent, boiseries.
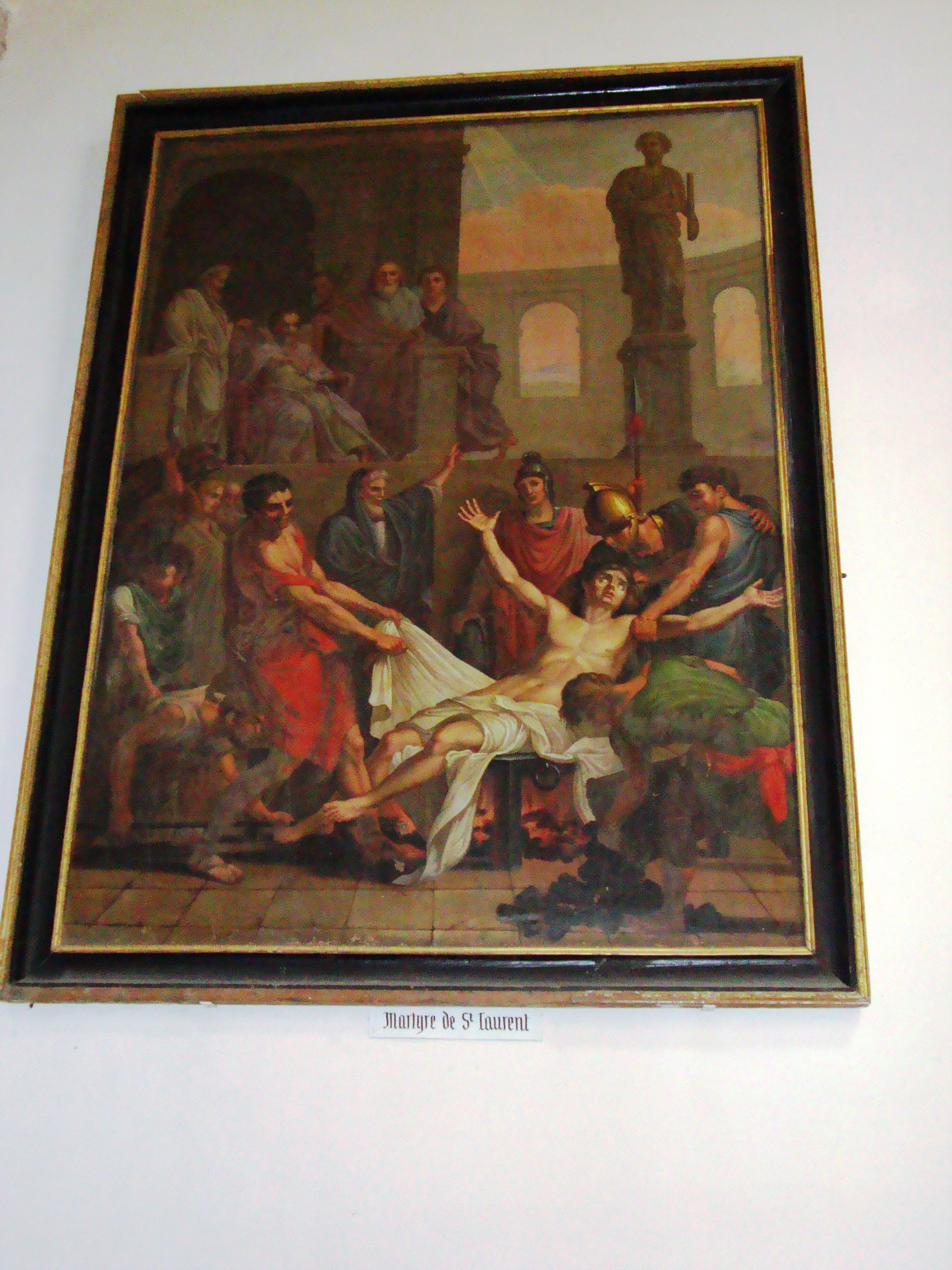
L'église Saint-Laurent, tableau : le martyre de saint Laurent.
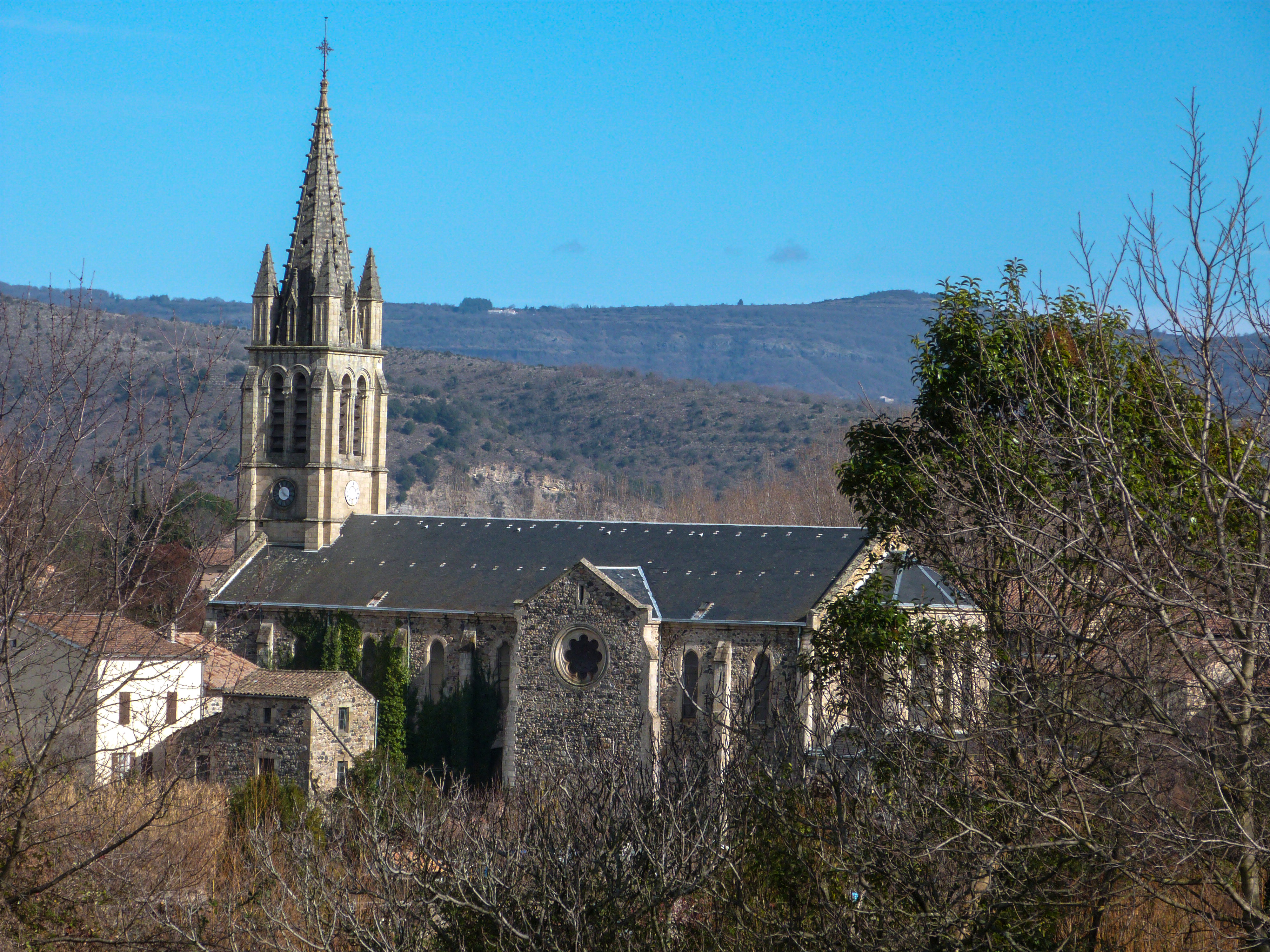
L'église Saint-Jean-Baptiste de Pont d'Aubenas.
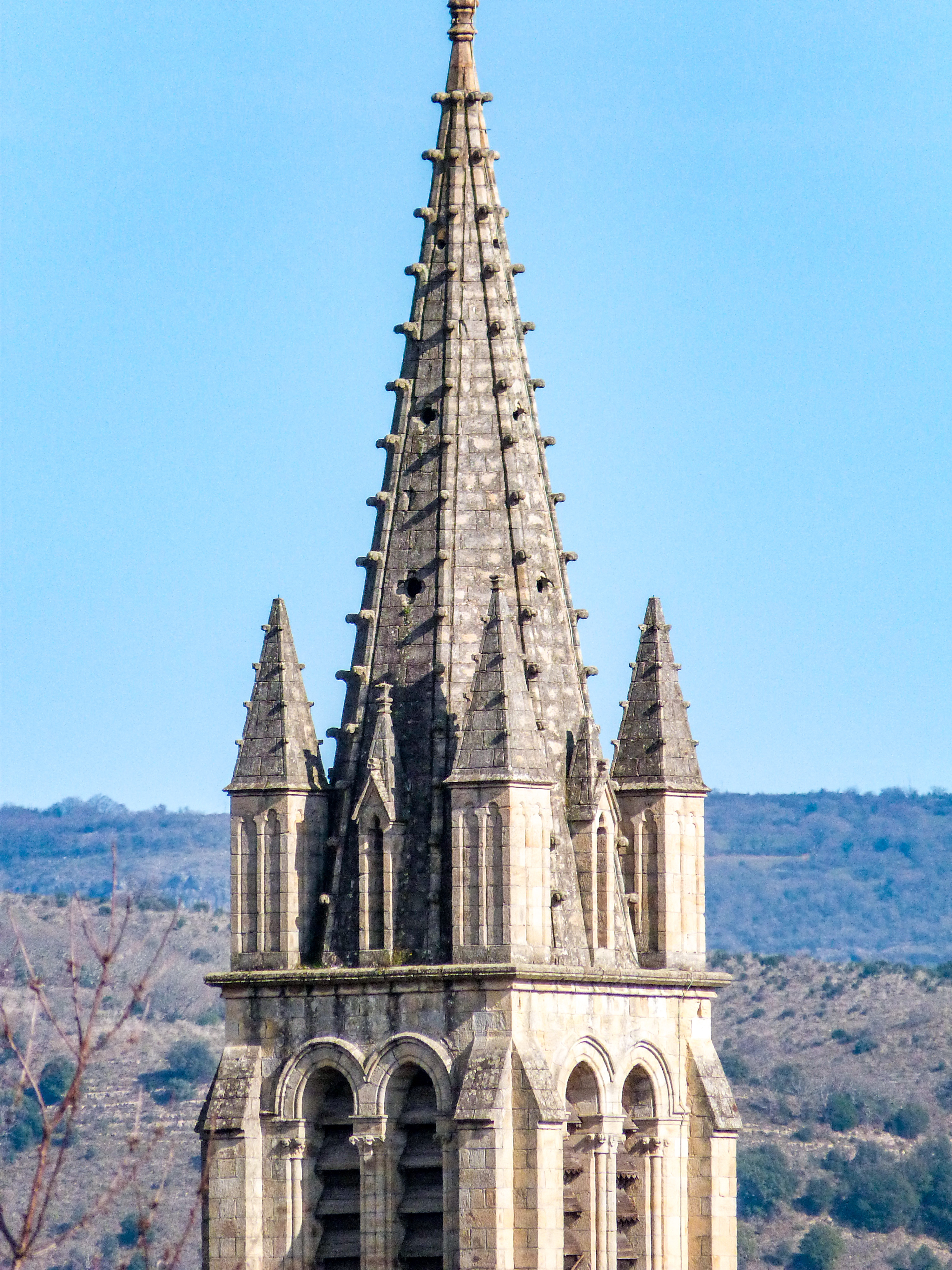
Détails de la flèche à crochets de l'église Saint-Jean-Baptiste.

#### Patrimoine civil
- Le château d'Aubenas est classé monument historique. Originellement, c'était un château fort du XIVe siècle, remanié en élégante demeure aux XVIIe et XVIIIe siècles. Il présente une riche collection de peintures, sculptures et gravures. Du donjon, il offre un panorama exceptionnel.
- La maison aux gargouilles (maison Delichères) se situe face au château ; c'est l'une des plus riches demeures du XVe siècle, d'architecture gothique. Elle est ornée de gargouilles sculptées dans le grès.
- Le Dôme Saint-Benoît des XVIIe et XVIIIe siècles est l'ancienne chapelle d'un couvent de bénédictines. On y a regroupé des objets d'art religieux et transféré le mausolée en marbre du maréchal et de la maréchale d'Ornano (qui se trouvait autrefois au château).
- l'hôtel Goudard-Ruelle, ancien hôtel particulier du XVIIIe siècle, devenu ensuite la bibliothèque municipale jusqu'à la construction de la médiathèque.
- Les remparts, tourelles de défense de la ville.
- La place de l'Airette, d'où l'on domine la vallée de l'Ardèche (table d'orientation).

#### Photos

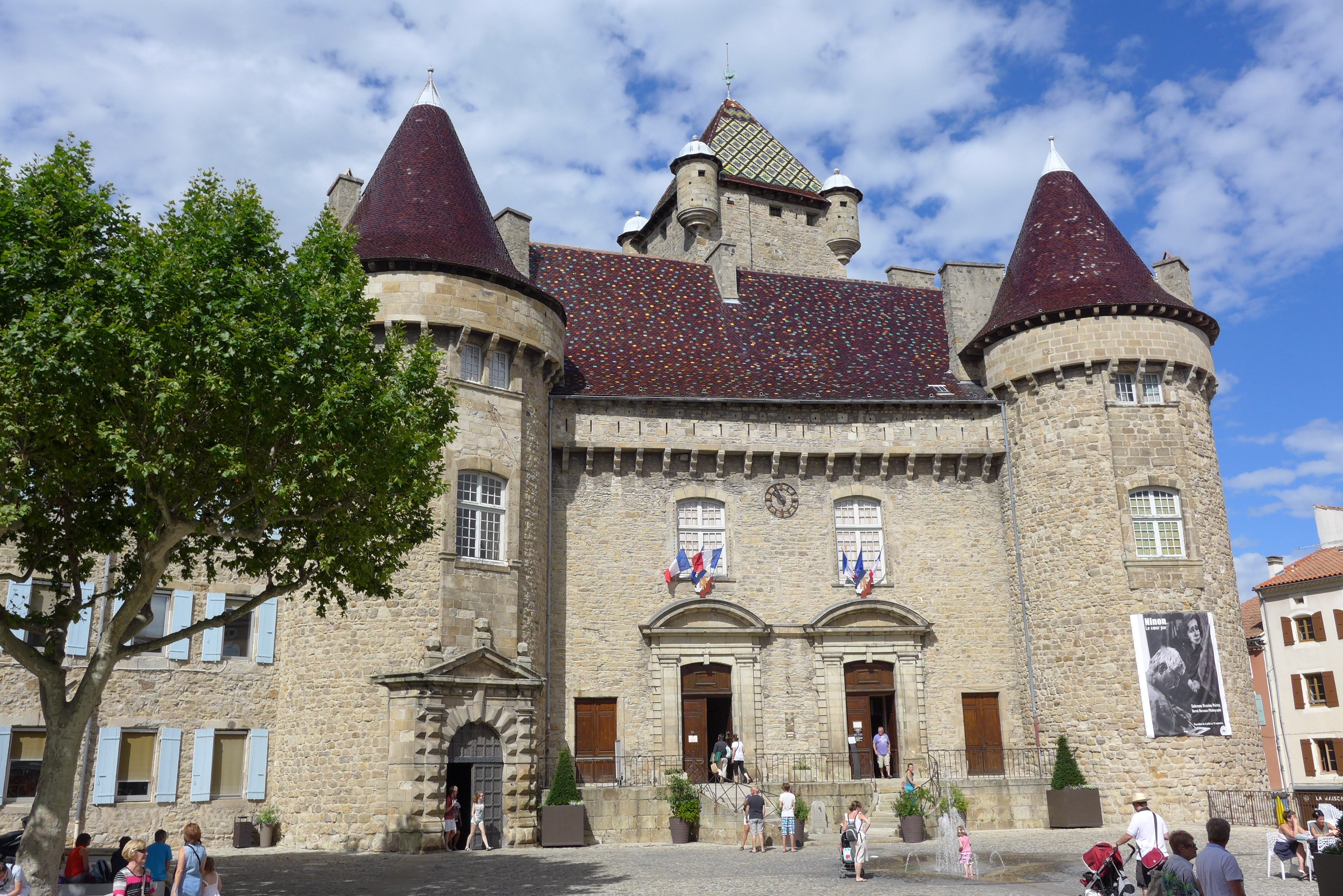
Le château d'Aubenas.
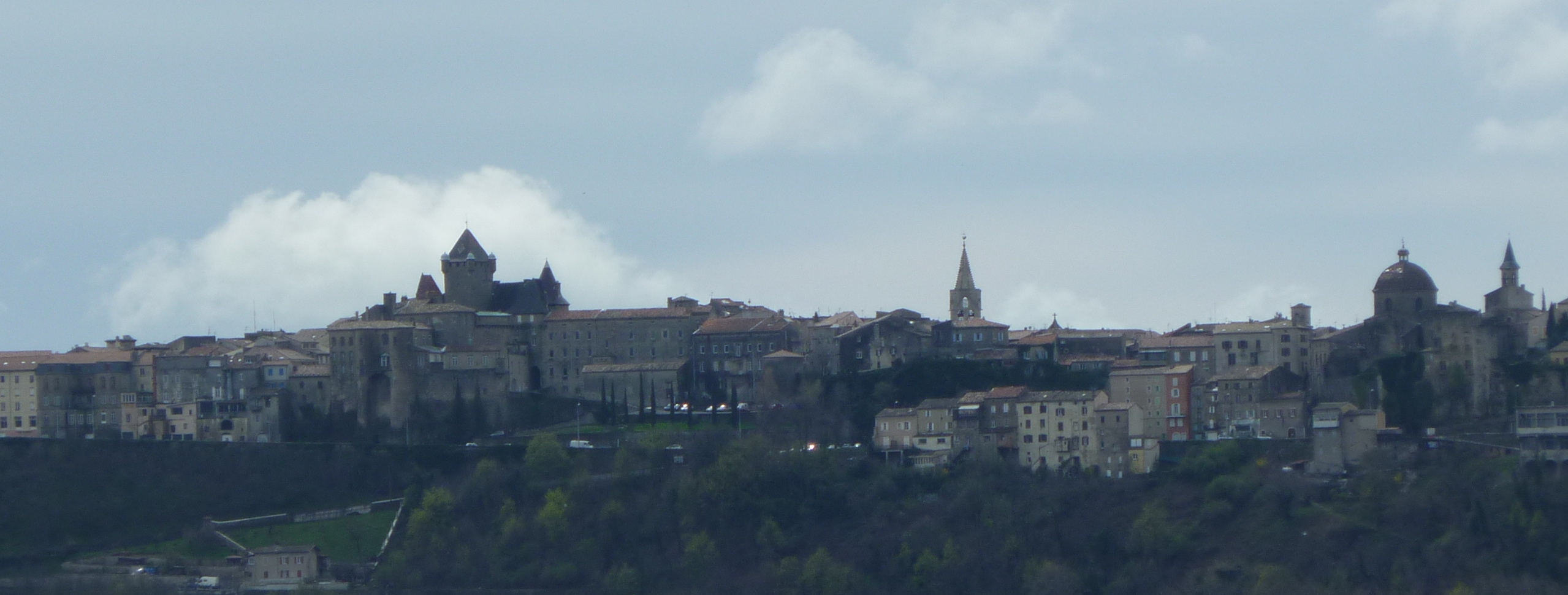
Aubenas depuis Ucel.
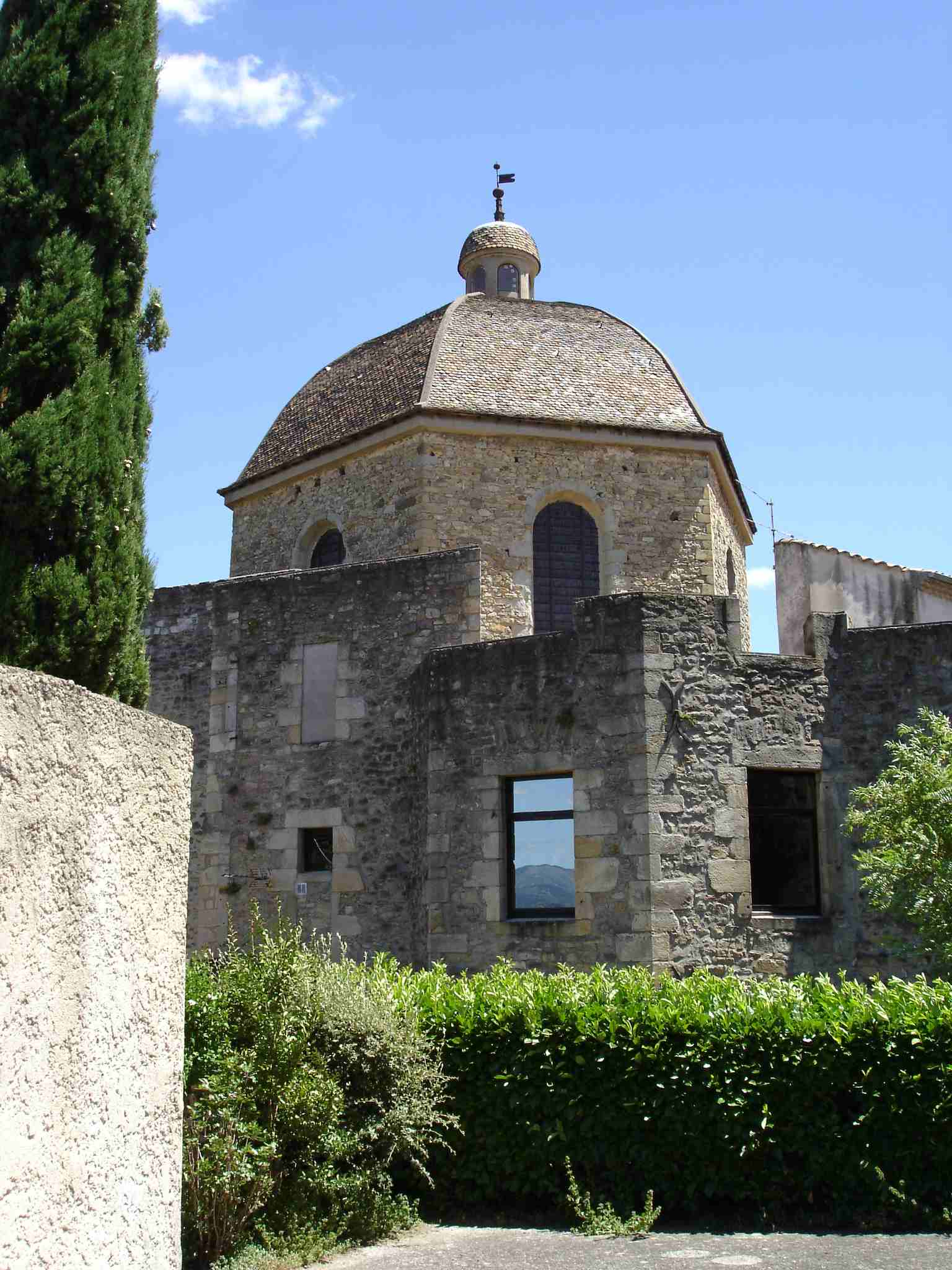
Le dôme Saint-Benoît.
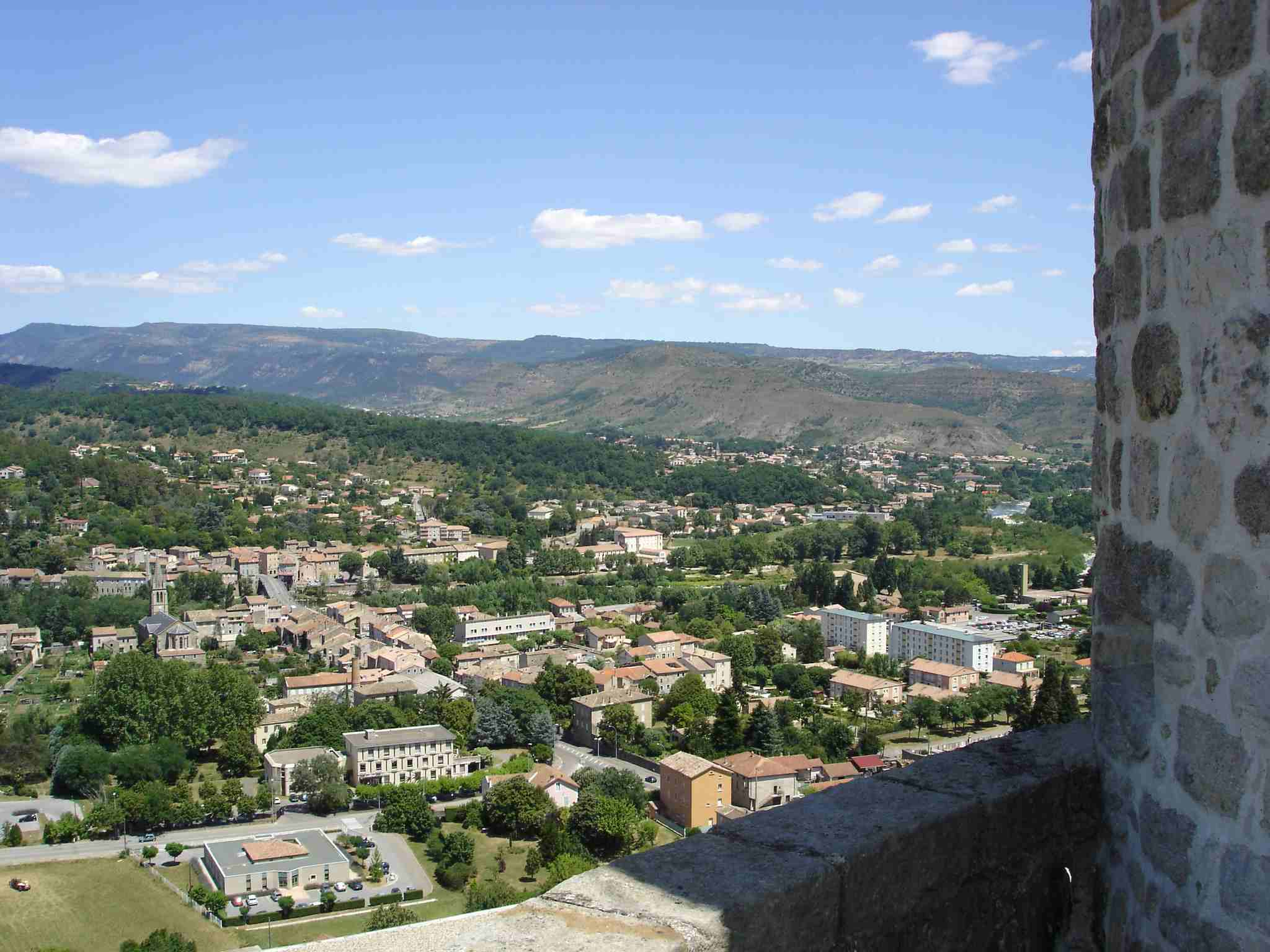
La vallée de l'Ardèche vue des remparts d'Aubenas.
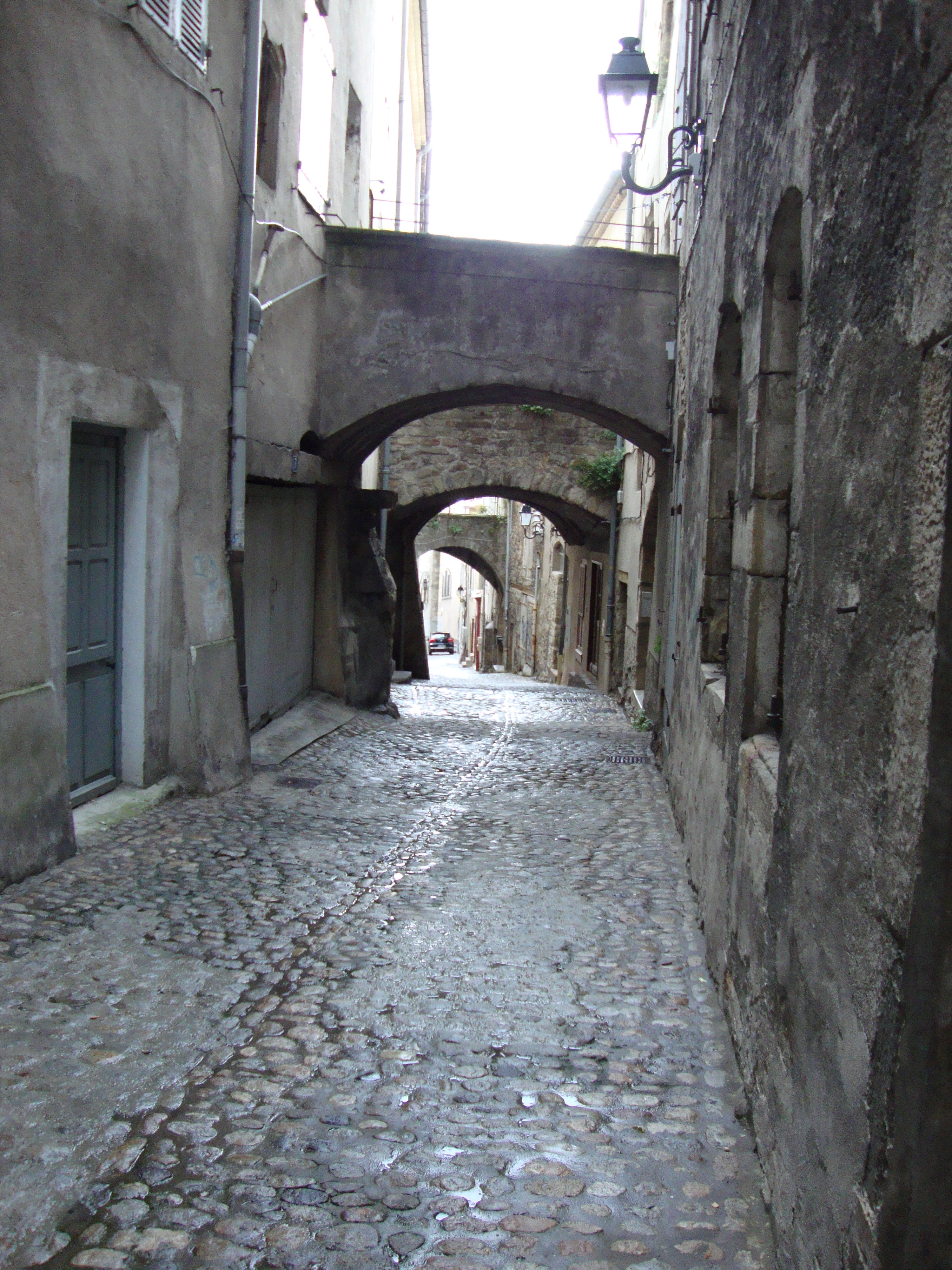
Une ruelle.
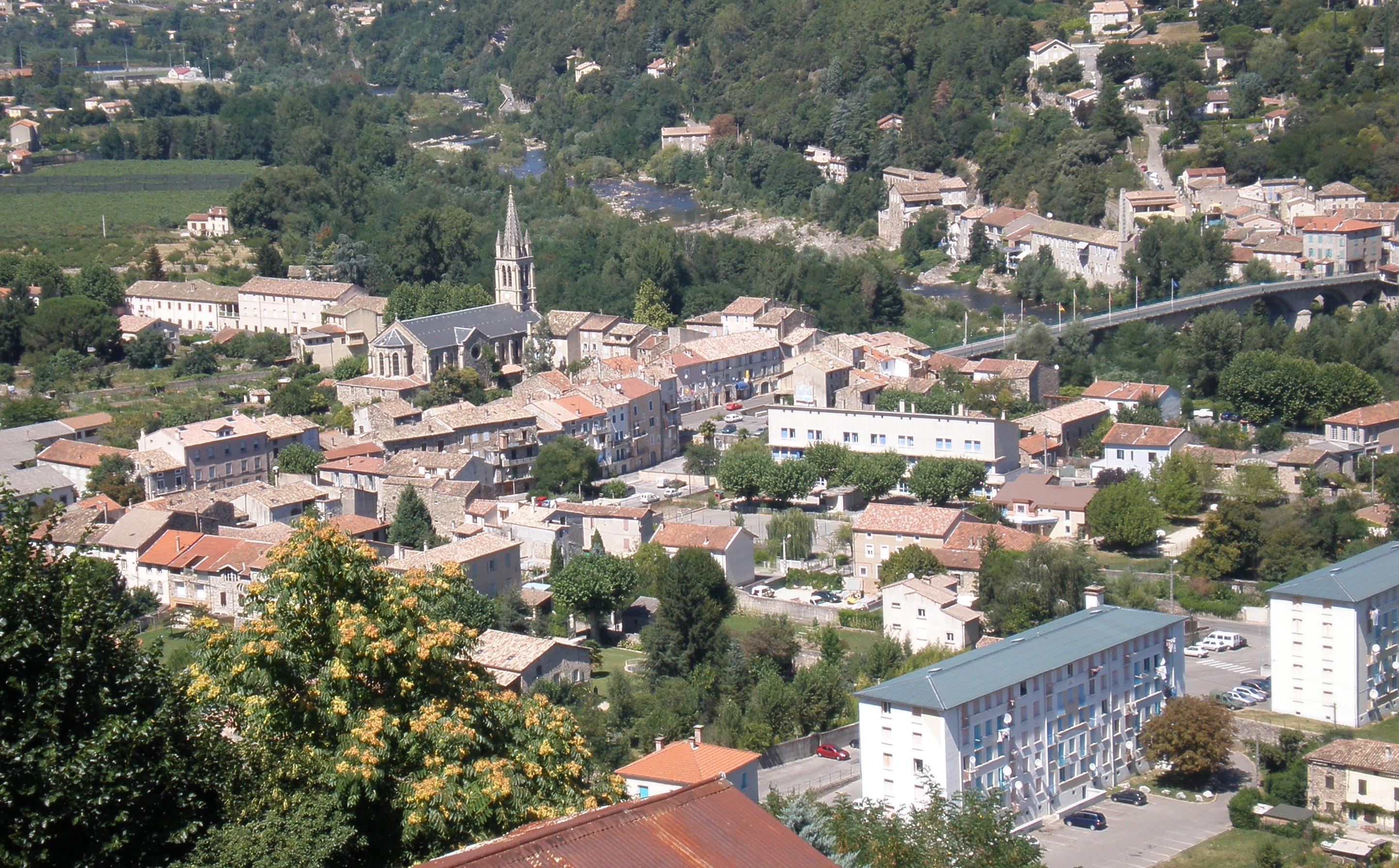
Vue du quartier « Pont d'Aubenas ».
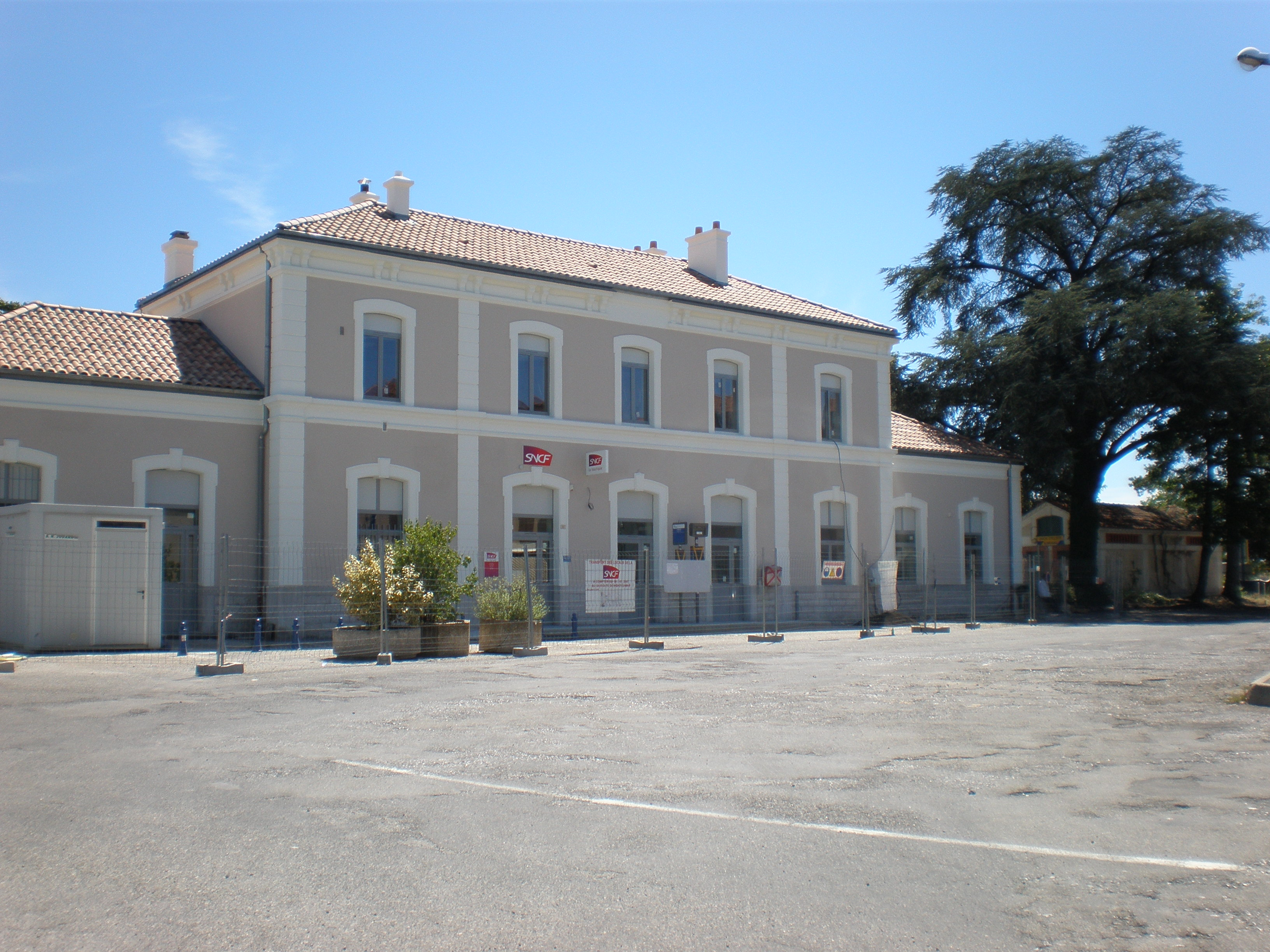
L'ancienne gare d'Aubenas.
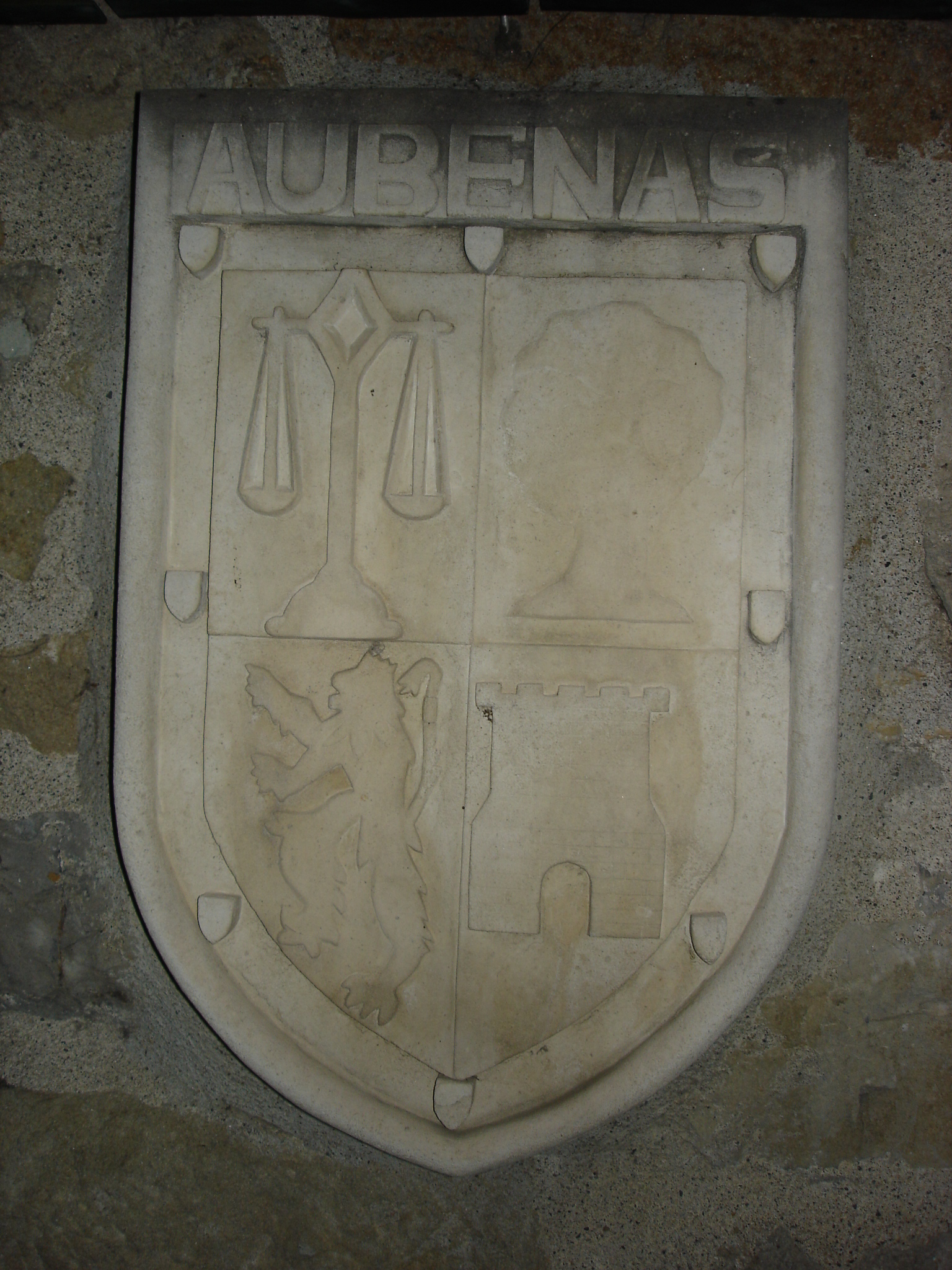
Blason de la ville sur la façade de la mairie.
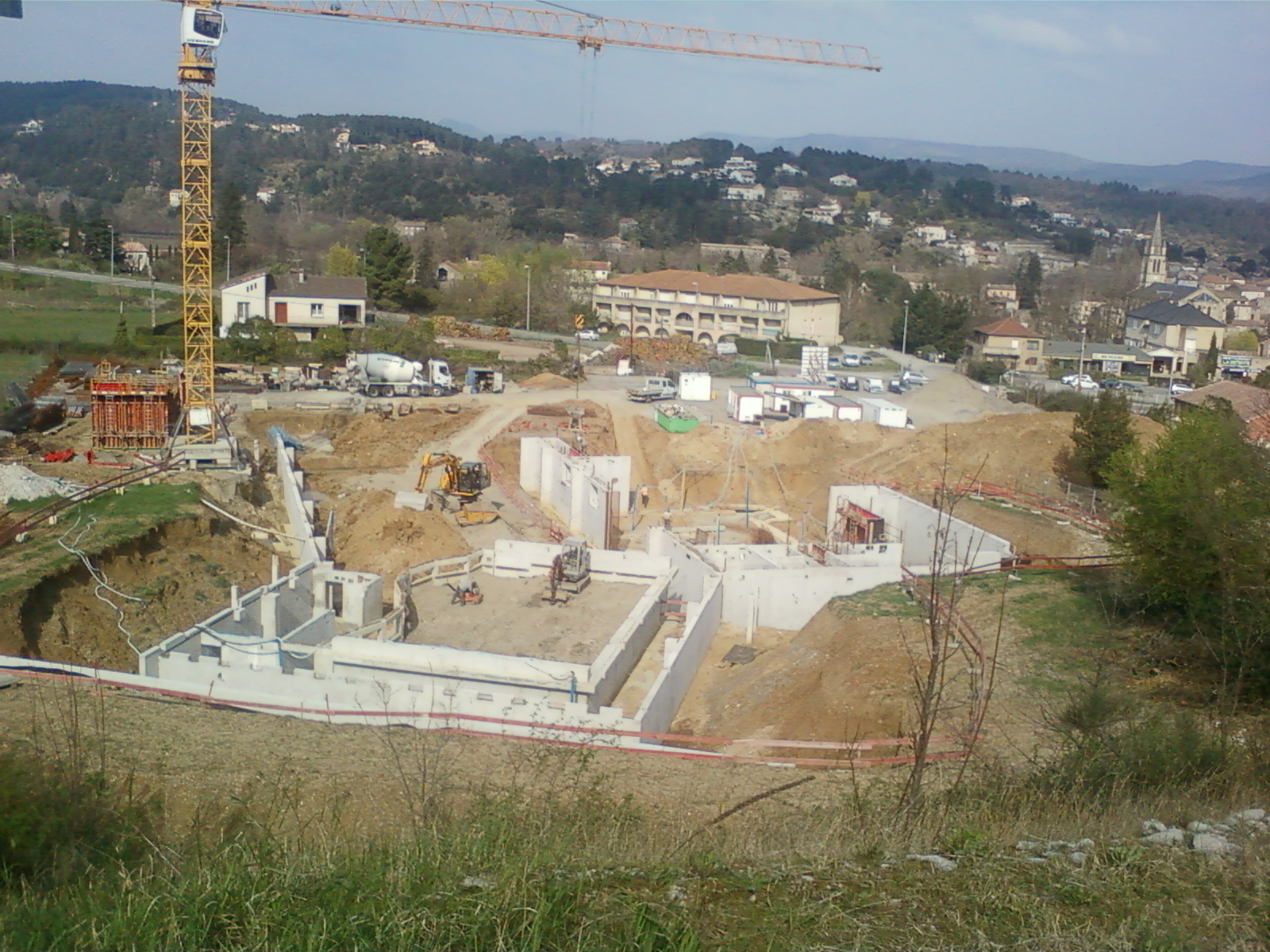
Nouveau centre aquatique d'Aubenas en construction le 20 mars 2014.
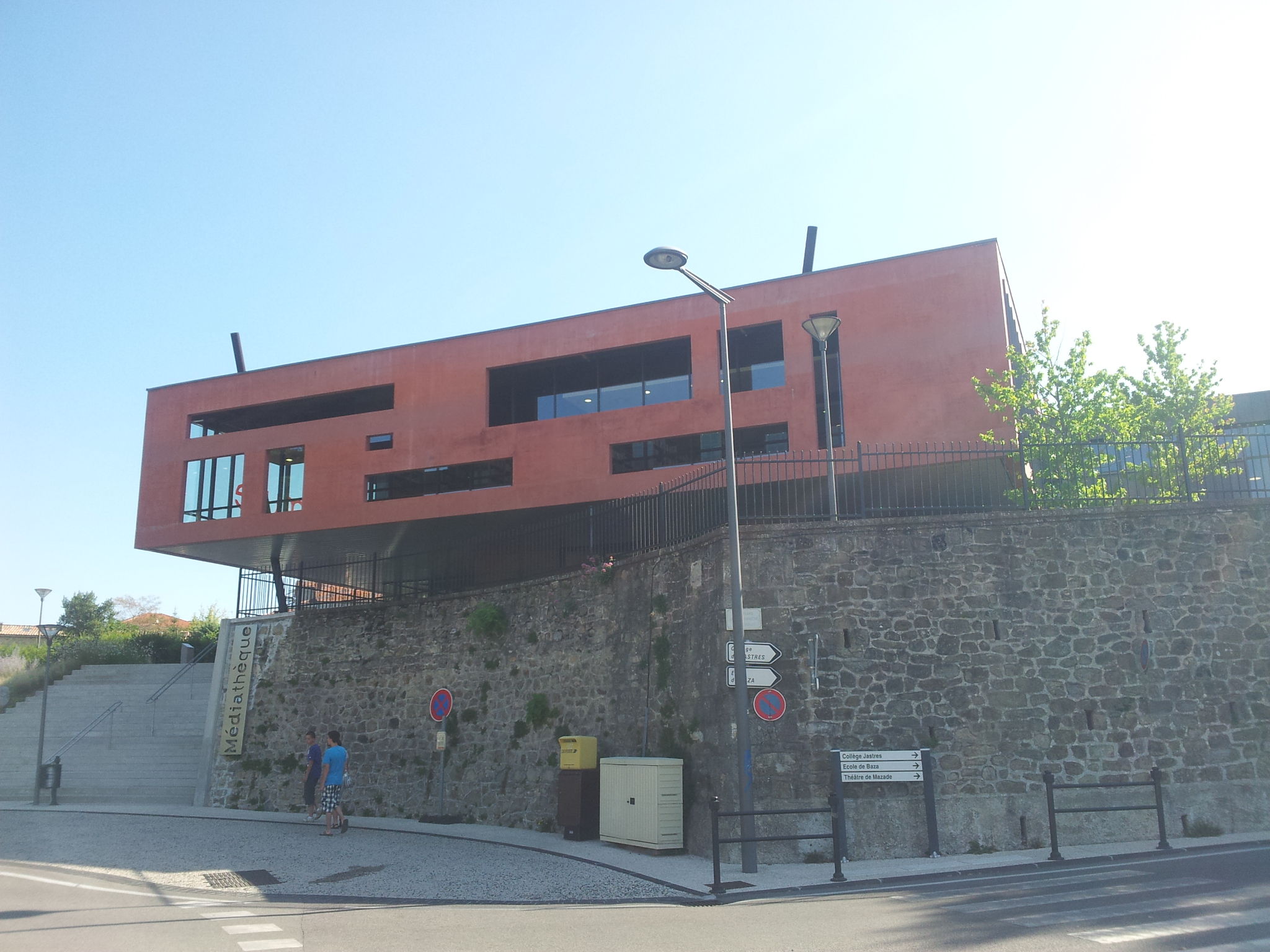
Médiathèque Jean-Ferrat.
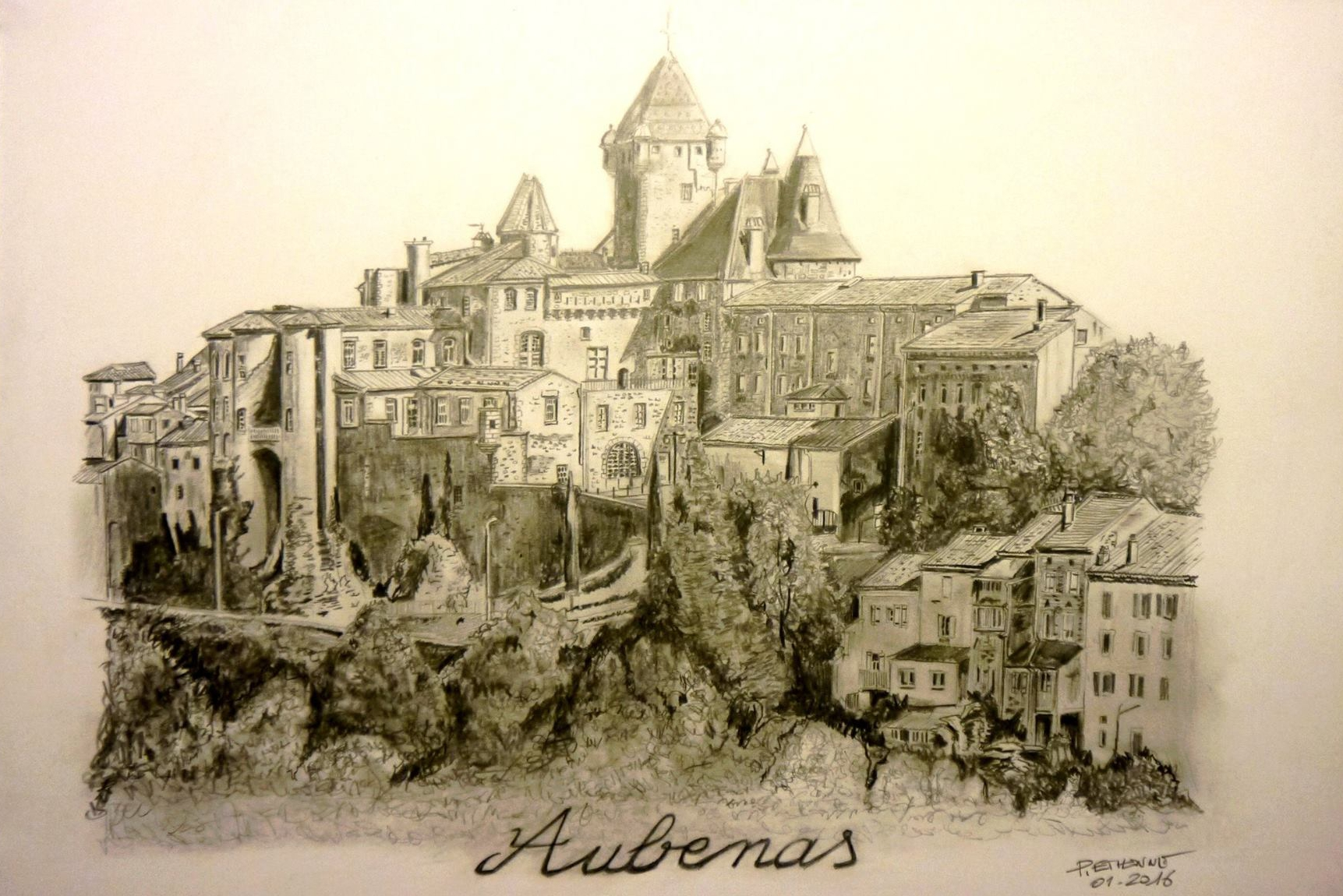
Vue du château d'Aubenas, illustration crayon 2016.

### Patrimoine culturel

#### Gastronomie
La région d'Aubenas abonde en produits du terroir. On y retrouve toutes les spécificités de la cuisine ardéchoise : spécialités issues de la châtaigne, charcuterie de montagne, champignons, miel et confitures, fromages fermiers. Parmi ces spécialités, la châtaigne ardéchoise, la maouche et la pouytrolle, la saucisse d'herbes et les myrtilles des Cévennes restent les plus typiques.

### Personnalités liées à la commune
- Olivier de Serres (1539-1619), agronome, installa une usine à soie près d'Aubenas. Le lycée agricole de la commune porte son nom.
- Louis Nicolas (1634-1682), jésuite, missionnaire au Canada, linguiste et naturaliste, y est né.
- Jean-André Espic (1738-1800), homme politique né et décédé à Aubenas, député du tiers état aux états généraux de 1789.
- Jacques-Joseph-François de Vogüé (1740-1787), prélat catholique, évêque de Dijon, y est né.
- Joseph Duclaux (1752-?), homme politique, député de l'Ardèche de 1803 à 1807.
- Jean-Paul Delichères (1752-1820), jurisconsulte, avocat et homme politique français, est né et mort dans la commune.
- Joseph Benoît Dalmas (1754-1824), homme politique, député de l'Ardèche de 1803 à 1808.
- Jean Mathon, (1807-1865), ancien maire de la ville nommé en 1858, il fit amener l'eau courante au centre-ville[69].
- Adrien Tailhand (1810-1889), magistrat et homme politique, ministre de la justice dans le gouvernement Courtot de Cissey.
- Charles-Emmanuel Serret (1824-1900), artiste, y est né.
- Léonce Verny (1837-1908), ingénieur et industriel qui dirigea la construction de l'arsenal naval de Yokosuka, y est né et mort.
- Albert Seibel (1844-1936), ingénieur agronome, viticulteur et créateur de nombreux hybrides de vigne, est né Aubenas.
- Victor Pradal (1844-1910), homme politique, maire d'Aubenas et député de l'Ardèche de 1880 à 1885.
- Georges Couderc (1850-1928), ingénieur agronome et viticulteur, créateur de nombreux hybrides de vigne ou de porte-greffes hybrides, né et mort dans la commune.
- Léon Barry (1878-1913), égyptologue, y est né.
- Pierre-Marie Auzas (1914-1992), inspecteur général des monuments historiques, y est né.
- Jean Charay (1916-1997), prêtre, historien, archéologue, écrivain et humaniste, est mort et enterré à Aubenas.
- Jean Saussac (1922-2005), artiste peintre et décorateur de théâtre et de cinéma, y est mort.
- Jean Ferrat (1930-2010), auteur, compositeur, interprète, est décédé à l'hôpital d'Aubenas.
- Jacques Espérandieu (1949-), journaliste connu pour avoir été le directeur de la rédaction du Journal du dimanche entre 2005 et 2008, y est né.
- Jean-Jacques Salgon, écrivain, y est né.
- Laurent Paganelli (1962-), footballeur reconverti comme consultant télé pour Canal+, champion de France en 1981 et finaliste de la Coupe de France en 1981 et 1982 avec l'AS Saint-Étienne, est né à Aubenas.
- Jean-Marc Gounon (1963-), pilote automobile, vice-champion intercontinental de F3000, pilote de F1 en 1993, y est né.
- Franck Sauzée (1965-), footballeur, notamment vainqueur, avec l'Olympique de Marseille, de la Ligue des Champions en 1993 et du championnat de France en 1989, 1990 et en 1992, vainqueur de la Coupe de France en 1989 avec l'Olympique de Marseille et en 1991 avec l'AS Monaco, reconverti en consultant sportif, est né à Aubenas.
- Dominique Guillo (1966?-), comédien, metteur en scène, chanteur, et producteur, est né à Aubenas.
- Delphine Combe (1974-), athlète, médaille de bronze du relais 4 × 100 m des Championnats du monde en 1997 et médaille d'or du relais 4 × 100 m des championnats d'Europe en 2002, est née à Aubenas.
- Cherokee Parks (1972-), basketteur, joueur à l'US Aubenas Basket pour la saison 2011-2012.
- Cédric Barbosa (1976-), footballeur, vainqueur de la Coupe Intertoto en 1999 avec le Montpellier HSC, champion de France de National en 2010 puis champion de France de Ligue 2 en 2011 avec Évian Thonon Gaillard FC avec qui il est également finaliste de la Coupe de France en 2013, y est né.
- Xavier Dupré (1977-), graphiste et créateur de caractères, y est né.
- Thomas Andrieux (1977-), basketteur, joueur puis entraîneur, vainqueur de la coupe de France en 1997 avec l'ASVEL, y est né.
- Sylvain Flauto (1977- ), footballeur, vainqueur de la Coupe de la Ligue en 2000 avec le FC Gueugnon, est né à Aubenas.
- Rémy Martin (1979-), joueur de rugby à XV, champion de France en 2003, 2004 et 2007, et finaliste de la coupe d'Europe en 2005 avec le Stade français, est né à Aubenas.
- Renaud Cohade (1984), footballeur, vainqueur de la coupe de la Ligue en 2013 avec l'AS Saint-Étienne, est né à Aubenas.
- Amandine Leynaud (1986-), handballeuse internationale, gardienne de but, vice-championne olympique en 2016, championne du monde 2017, championne d'Europe 2018, y est née.
- Anthony Mounier (1987-), footballeur, champion de France en 2008 avec l'Olympique lyonnais, y est né.
- Quentin Bonnetain (1989-), kayakiste champion du monde et candidat défait aux législatives en Ardèche, né à Aubenas.
- Kam Hugh (Camille Chailan) (1998-), youtubeur, maquilleur et drag queen y a grandi.

### Héraldique, logotype et devise
| Blason de Aubenas | Blason  | Écartelé : au 1er de gueules à la balance d'or, au 2e d'argent à l'arbre de sinople, au 3e d'argent au lion de gueules, au 4e de gueules à la tour d'or, le tout enfermé dans une bordure d'or chargée de huit écussons d'azur. |
| Blason de Aubenas | Détails | Le statut officiel du blason reste à déterminer. |